# 仮面ライダークウガ
『仮面ライダークウガ』（かめんライダークウガ）は、2000年1月30日から2001年1月21日まで、テレビ朝日系列で毎週日曜8時から8時30分（JST）に全49話が放映された、東映制作の特撮テレビドラマ作品、および作中で主人公が変身するヒーローの名称。
キャッチコピーは「A New Hero. A New Legend.」（新しい英雄、新しい伝説）で、オープニング最後のタイトルで左上と右下に表示される。

## 概要
テレビシリーズとしては『仮面ライダーBLACK RX』終了から10年4ヶ月ぶり、テレビシリーズを除けば『仮面ライダーJ』から6年ぶりとなる『仮面ライダー』作品であり、同時に「平成仮面ライダーシリーズ」第1作目に当たる。「クウガ」（漢字表記では「空我」）の名は「漢字で書ける名前」という提案を受けて、石森プロ社長の小野寺章によりクワガタの語感から命名された。
昭和仮面ライダーシリーズ（以下、昭和ライダー）から世界観が一新されているが、一方で昭和ライダーへのオマージュも台詞や設定の随所に盛り込まれている。昭和ライダーとの大きな違いには「仮面ライダー、および敵対する怪人は改造人間」、「世界征服を企む悪の秘密結社」、「戦闘員」などの設定がなくなったこと、劇中で「仮面ライダー」という単語が用いられないことがある。特に「改造人間」に関しては、医療技術の進歩によって臓器移植手術などが多く行われるようになったことが考慮され、以前のように「改造人間」という表現を用いるのには抵抗があり、東映も「改造人間による影を持った主人公にしたくない」ということで撤廃され、以降の平成ライダーシリーズにも引き継がれることとなった。
また、本作品には従来の特撮ヒーロー番組にはなかった新たな試みが随所に見られる。身近な恐怖を演出するための現実感と、特撮ヒーロー番組にありがちだった矛盾点を解消させるための整合性を重視し、「グロンギ族は独自の言語と文化を持つ」、「クウガと警察が協力する」、「技名を叫ばない」などの設定が生まれた。作劇においては、従来ではスポットの当たりにくかった「回を追うごとの周囲の人々の変化」や「社会におけるヒーローと悪の存在の認知の過程」が描かれるなど、ヒーロードラマの視点だけではなく、一般ドラマの視点も重視している。このため、1話30分以内では1エピソードを満足に描き切れないということで、基本的に前後編の「2話で1エピソード」というスタイルを取っている。このスタイルは以降のシリーズ作品にも引き継がれた。
商業面では変身ベルトなどの人気で好成績を記録したが、ドラマ重視の作劇によって戦闘シーンが極めて短い回が多く、10月に発売されていたクウガの最終形態アルティメットフォームが、雄介の見た幻影を除き翌年1月の最終回直前まで作中に登場しない（出番もわずかだった）という展開となったほか、逆にスポンサーの玩具会社の担当者も知らなかった新形態（アメイジングマイティ）が登場し、急遽その商品が開発・発売されるなど、販促番組としても異例尽くめとなった。また、最終回（第49話）ではAパートとBパートの間にCMを挟まずにEDまで放送し、変身後の主役ヒーローの登場や戦闘シーンが存在せず、主人公・五代雄介の出番もわずかであった。
本作品以降、クロスプログラム（放送開始直前に挿入される映像）が頻繁に変更されるようになった。また、提供テロップのナレーションは出演者が交代で担当している。従来のシリーズとは異なり、ナレーションは次回予告と総集編のみに留まった。

## あらすじ
西暦1999年7月18日。地中深くに埋没されていたものの、地殻変動によって地表に出現した長野県中央アルプスの九郎ヶ岳遺跡で発掘された石棺を開けたことで目覚めた謎の存在は、城南大学と信濃大学が共同で発掘調査に当たっていた夏目幸吉博士らの調査隊を全滅させ、さらに200体余りの仲間を蘇らせる。この事件の捜査を担当する長野県警刑事の一条薫は、現場にて五代雄介と名乗る冒険家の青年と出会う。雄介が遺跡で発掘されたベルトを目撃した際、超古代の戦士のイメージが脳裏に浮かび上がる。
その後、長野県警を襲撃するズ・グムン・バに遭遇した雄介は、咄嗟の判断でベルトを装着して戦士クウガに変身しこれを退ける。そして、人々の笑顔を守るために蘇った怪人たちと戦うことを決意する。
以後、クウガと怪人たち＝グロンギは「未確認生命体」と呼ばれ、人々に認知されていく。

## 登場人物

### 主人公と彼に関わる一般人
五代 雄介（） / 仮面ライダークウガ
本作品の主人公。1975年3月18日生まれの24歳→25歳。血液型はO型。北海道生まれ。小学6年生の時に戦場カメラマンだった父親がアフガニスタンで死亡し（その際に恩師・神崎の言葉に感銘を受けて「2000年までに2,000の技を身につける」と約束）、18歳の時に女手一つで自分と妹を育てた母親も病死している。
世界各国を旅する冒険家で、笑顔とサムズアップがトレードマーク。「大丈夫！」が口癖。「みんなを笑顔に」がモットー。一見すると飄々とした能天気な性格で、変わり者のところもあるが、実際は相手に心配をかけないよう、弱さを見せない強い意志と深い優しさをうちに秘めており、周りの人の笑顔を守るためにどんなときも明るく振る舞っている。子供好きであり、わかば保育園の園児たちから好かれており、子供たちの悩み事にもさりげなくアドバイスをしたりもする。
九郎ヶ岳遺跡の調査隊が行方不明になった事件の現場で一条と出会い、そこで回収されたアークルを目撃したことで超古代戦士のイメージを垣間見る。その後、桜子と共に訪れた長野県警にて、襲撃してきたズ・グムン・バから人々を守るため、咄嗟にアークルを装着したことでクウガとなった。当初は暴力を嫌う元来の平和主義的な性格から、相手がグロンギでも殴るという行為に躊躇いがあり、戦うことに踏ん切りが付かずにいたが、その後一条からの「中途半端に関わるな」との叱責や、父を喪い涙する実加の姿を目撃したのを経て、人々の笑顔を守るために戦うことを決意する。
初対面の人間には「夢を追う男 ○○○○の技を持つ男」と書かれた自作の名刺を手渡す。1番目の技は笑顔で、クウガへの変身が2,000番目の技になった。クウガを示すリント文字が気に入ったのか、自分のTシャツやバイクなどに戦士マークをプリントしたり、戦士マークを入れたベルトのバックルを自作した。

沢渡 桜子（）
1976年10月30日生まれの23歳→24歳。血液型はB型。群馬県出身。徹夜が趣味。コーヒーはブラック派。
城南大学の大学院生（修士課程）。考古学研究室で古代文字の解読をしており、第0号に襲われた夏目博士の合同研究のメンバーだったことから古代リント文字の解読に当たるが、このために自身の修士論文である『古代アッシリア文字に関する発生論的考察』が進まず、悩みの種となっている。雄介とは大学時代からの性別を超えた親友で、クウガとして戦う彼をバックアップするが、内心ではかなり心配している。長野県警でアークルが雄介の体内に入る瞬間を目の前で目撃した唯一の人物。自身も未確認生命体絡みの事件では危険な目に遭ったことが何度かあり、ズ・グムン・バやメ・ガリマ・バに危うく襲われかけたこともある。
ポレポレにもよく出入りしており、未確認生命体事件で出掛ける雄介の代わりや、研究の息抜きに店を手伝うこともある。

五代 みのり（）
1977年9月4日生まれの22歳→23歳。雄介の妹であり、血液型は雄介と同じO型。
自分を裏切らなかった雄介に絶対の信頼を寄せており、おっとりとした雰囲気ではあるが、芯は強い。桜子が徹夜続きの際「私には出来ないな」と言った折、「お前は起きてても眠そう」と雄介に茶化される。
多くの園児たちから慕われるわかば保育園の保母だが、時間が空いた時や休日にはポレポレを手伝うこともある。桜子とも仲が良い。保育園近くの都内のアパートで一人暮らし。

おやっさん
1955年6月9日生まれの44歳→45歳。A型。喫茶店ポレポレのマスター。本名は飾 玉三郎（）であることが最終話で明かされた。
雄介の父とは古くからの友人にして彼の後輩であり、彼の死後に五代兄妹を引き取り育てた。若いころは雄介と同様に冒険家だったらしく、数々の冒険を客に語ることも多くチョモラマンも制覇した経験があるらしい。みのりのことを「みのりっち」、一条のことを「コート着たハンサムさん」、実加のことを「実加ロン」と呼ぶ。毎度くだらない駄洒落を言って奈々に呆れられている。また、自分の世代の昭和の有名人の名前をたびたび呟いていたが、ジェネレーションギャップからみのりらには通じていない。
当初は未確認生命体にかなり興味を持っており、テレビにかじりついてニュースに見いるほどで店を疎かにすることも。特にクウガ（第4号）に関する記事を日課で熱心にスクラップしており、本人によるとスクラップを楽しみにしている客もいる模様。雄介自身は特に正体を隠しておらず、自らクウガだと名乗ったりもしたが、クウガ＝第4号ときちんと雄介も説明しなかったため、最後の最後まで気付いていなかった。

朝日奈 奈々（）
17歳。京都府出身で関西弁で喋る。玉三郎の姪（母親が玉三郎の姉）。
女優を目指して上京し、芝居の勉強の傍らポレポレを雄介と交代してアルバイトの形で手伝っている。ポレポレに到着した際、入口で出会った雄介に「めっちゃ格好いいやん！」と一目惚れし、以降「五代雄介ファンクラブ会員第1号」を自称する。雄介と仲の良い桜子にはじめはかなり嫉妬していたようだが、店を一人で手伝っていた彼女を見てからは少し見る目が変わり、同じ努力家として尊敬もするようになったが、あくまでも「五代雄介ファングラブ会員No.2番で」と念押しして若干ライバル視している。
芝居の先生をメ・ガルメ・レに殺されてしまったことでしばらく店を休んだりもしたが、EPISODE40、41にてオーディションを受験する。しかし、一緒に受けたオーディションメンバーの前述の先生の死に関する心無い言葉に傷付き、そのオーディションを最後まで受けることが出来なかった上、その子に対して殺意まで覚えてしまい、奈々には言えないが、暴力での解決を嫌いながらも、戦っている雄介の「暴力では物事は解決しない」という助言にも「奇麗事でしかない」と怒りを抑えきれず、否定的だったが、「本当は奇麗事が良いからこそ、現実にしたい」という言葉を受け、そのオーディションメンバーと再び対峙するが、暴力を用いず話を付けた模様。
最終回にて、作中のドラマ『おにぎりの味2』のオーディションに合格した。
玉三郎同様、終盤まで雄介がクウガであることを知らなかった。

ジャン・ミッシェル・ソレル
27歳。ルーマニア出身。城南大学に留学している大学院生。桜子と同じく考古学研究室に籍を置き、発掘調査を専門に行う考古学者。日本語が堪能であり、読み書きも不自由なくできる。また、日本通にして大の和食党でもあり、中でも日本に来て出会った福梅の梅干しが大好物で、本人曰く「それがないとご飯が食べられない」という必需品。長野に調査に向かった際には研究室の冷蔵庫に忘れてしまって、わざわざ送ってもらったこともある。
責任感が非常に強く、状況を知らなかったとは言え、好奇心から場の空気を読まずにいろいろと口走ってしまい、実加を傷付けてしまったことがあり、知らなかったこととは言え責任を感じていた。
その後、ゴウラムの共同研究に携わっているうちに榎田に好意を抱くようになるが、子供のころは両親が共働きでほとんど家にいない俗に言うカギっ子だったため、仕事を理由に不本意ながら家庭を放りっぱなしにせざるを得ない榎田に対して、当初は複雑な感情を抱いていたが、後にEPISODE46で悩む彼女の心情を知り、真摯に応援するようになる。

夏目 実加（）
14歳。長野県九郎ヶ岳遺跡でダグバに殺された夏目幸吉博士の娘。フルートが得意で、劇中では千葉のフルート演奏コンクールにも参加している。
当初は誰にも父の死の原因を調べてもらえないことに絶望し、自殺を仄めかすまでに追い詰められていたが、雄介の励ましで立ち直った。バチス戦で雄介が変身する瞬間を目撃。父の死を明らかにするため、ジャンの発掘チームに自ら志願して参加し、多数のゴウラムの破片を発掘した。グロンギ撲滅後、志望校に進学する。

神崎 昭二（）
52歳。雄介やみのりの小学校時代の恩師。現在は栃木県宇都宮市の風早小学校に勤務。雄介の人生観に大きな影響を与えた人物で、父親の訃報に接した雄介にサムズアップと誰かの笑顔のために頑張れることの素晴らしさを教えたのも彼である。
しかし、2000年現在の教育事情に困惑しており、上からは子供たちにゆとりを与えろ、親からは成績を上げろと言われ、当の子供たちは未来に期待はないと言われ、自分は子供たちに何を与えればいいのか、何のために教師になったのかを見失っていた。辞職も考えたが、家の片付けをしていた時に偶然見つけた卒業生からのサイン帳から雄介との約束の日（2000年3月25日）を思い出し、閉校した立花小学校の跡地で雄介と再会し、自身が雄介に教えたサムズアップを雄介がしたことで自信を取り戻す。
その後、EPISODE25、26で風早小学校にて自身が受け持つクラスの生徒である霧島 拓（）が東京へ家出した際には、教え子であった雄介に連絡をして霧島のことを頼み込み、雄介が連れてくるまでポレポレで待機し、そこで桜子やみのりと共に悩むことの大切さについて語り合った。そして駅にて雄介に連れられて来た霧島のサムズアップに同じサムズアップで応えた。
- 名前は『仮面ライダー』から『仮面ライダーストロンガー』まで立花藤兵衛を演じた小林昭二に由来し、立花小学校の名も立花藤兵衛から取られている。

蝶野 潤一（）
22歳。フリーターで様々な職場を転々としている。当初はそんな自分の人生と病気で自暴自棄になり、その経緯もあってグロンギを敬愛し、自身も彼らを真似てタトゥーをしていた。しかし、メ・ビラン・ギに惨殺された遺体を椿に見せられ、さらにビランに襲われたことで考えを改める。ビランに襲われた際にクウガの正体を知ることとなった。
その後、EPISODE29、30にて新しい自分の道を切り開こうと、緑茶飲料CMの公募用イラストに応募するために1枚の絵を描いて広告会社に届けようとしたが、ゴ・ガメゴ・レのゲゲルの影響で交通渋滞が発生し、会社まで回り道をさせられ、さらに急いでいたこともあって道端でガメゴとぶつかり気絶。病院に担ぎ込まれて締切になってしまった。それが原因で再び自暴自棄となり、クウガとして活躍する雄介に対する嫉妬と上手くいかない自分の人生および社会に対する不満を椿に吐露し、怒った彼に一喝される。
最終話ではついに過去の自分と決別し、その決意の表れとして椿の元に、手紙とともにそれまで所持し続けていたナイフを送る。
- EPISODE31以降に再登場する予定だったが、演じる内田のスケジュールの都合から実現しなかった。

先代のクウガ
地表に出現した九郎ヶ岳遺跡の棺の中に横たえられていた、鉢金のような鉢巻きがトレードマークの超古代の地球に存在した超古代民族リントの戦士。雄介以前にクウガに変身し、グロンギと戦った人物とされる。リントのとある科学者たちの結集した英知によって、霊石アマダムを体内に宿し、その肉体をグロンギに限りなく近づけるように開発されたアークルを身に付けた。
超古代でダグバを含む全てのグロンギを打ち負かし、その支配者を封印した後、その封印の力を永遠のものとするために自ら人柱となって生きたまま棺の中に横たえて長い眠りについた。だが、眠っていた石棺を開けられるまで（正確には復活したダグバにアークルを引き剥がされるまで）生きていたことが明らかとなる。
戦士としての実力は卓越したものがあり、基本4フォームにてすべてのグロンギを封印していたと推察される。
- 現代では石化した状態でしか登場していないが、雄介がEPISODE1で見た超古代のイメージではクウガのスーツアクターである富永研司が生前の姿を演じている。
- 書籍によっては、名称を戦士クウガ、超古代戦士クウガと記載している。
- 小説『S.I.C. HERO SAGA』「MASKED RIDER KUUGA EDITION -オデッセイ-」「MASKED RIDER KUUGA EDITION -DARK SIDE-」ではリクという青年が古代のクウガとして登場する。

### 警視庁・未確認生命体関連事件合同捜査本部とその他の協力者
一条 薫（）
1974年4月18日生まれの25歳→26歳。血液型はAB型。名古屋市出身。長野県警警備課に所属する刑事で、階級は警部補。10歳の時に自分の誕生日に増水した川から市民を救出中に殉職した警察官だった尊敬する父親の跡を継いで刑事になった。そのため、誕生日プレゼントは誰からも受け取らないことにしている。母親の民子は名古屋西市民病院で看護婦長を務めており、母とは名古屋弁で会話する。
雄介同様に責任感が非常に強く、グロンギとの戦いで何度も大怪我をしながらもそれを押して現場へと赴く。
滅多に笑うことはなく、たまに笑みをこぼすと周りから驚かれる。
長野県九郎ヶ岳の遺跡発掘現場で起きた事件を追ううちにグロンギと遭遇し、広域指定された同種の事件を集中的に扱う未確認生命体関連事件合同捜査本部（警視庁に設置）に派遣される。警視庁本庁に異動後、以前と表情が変わったらしく周囲からは彼女ができたと勘違いされており、特に杉田からはよくからかわれるネタにされているが、職業柄、彼女を作らないことを信条にしている。
射撃の名手でもあり、特殊強化ライフルやコルト・パイソン357マグナム6インチモデルなどを使いこなす。
雄介のことは「五代雄介」とフルネーム、もしくは名字で呼ぶ。
性格は雄介とは対照的で堅く真面目だが、雄介と同様人前で弱音を吐かず、自分が辛い思いをしていることを周囲に悟られないように振る舞っている。父親が良く家族に言っていた「中途半端なことはするな」という言葉から、民間人である雄介を戦いに巻き込むまいと必死に辞めさせようとしていたが、雄介もまた自分と同様に責任感が強い男とわかり、止められないことに気付くと、共に戦うことを決意。独断でトライチェイサー2000を譲渡した。以降、現場検証で出た証拠品や情報を雄介に伝えるなどクウガのサポートを行い、ゴウラムの出現の際は松倉本部長を説得するなど警察内でのクウガに関する全責任を委ねられている。
グロンギ殲滅後は長野県警に戻った。

松倉 貞雄（）
57歳。警視庁警備部長で、未確認生命体関連事件合同捜査本部の設置に伴い本部長を兼ねる。当初は未確認生命体第4号（クウガ）との共闘に慎重だったが、クウガのその後の行動を見極め、また一条の説得もありクウガの存在に深い理解を示し、彼にクウガに関する全てを委ねるようになり、雄介に危険が出来るだけ降りかからないように尽力するように一条に要請した。一条や杉田のために高性能ライフルや6インチのコルト・パイソンを支給し、EPISODE33ではクウガとの協力姿勢を取る合同捜査本部に圧力を掛けてきた上層部の説得に当たった。
合同捜査本部解散の際には、一条たちに労いの言葉と共にサムズアップを送った。

杉田 守道（）
37歳。警視庁捜査一課の刑事。強面だが、一児（娘：葉月）の父。当初は本部からの命令のままにクウガを射殺しようとしたが、ズ・メビオ・ダに殺されそうになったところを助けられ、以後仲間と認める。その後、未確認生命体関連事件合同捜査本部に転属。一条と行動する場面が多い。中盤にて一条からクウガの正体が雄介であると知らされ、これを機に彼と接触。EPISODE33で雄介の思いも何も判っていなかったと謝罪したが、雄介に「思いは皆さんと一緒」と返答される。また、同話で初めて雄介の変身を目の当たりにし、感嘆の声をあげる。
- 激しい戦いを象徴するため、彼が物語途中で殉職するという案もあったが、番組のテーマにそぐわないということで没になった。結局、人間側の主要人物は誰も死ななかった。

桜井 剛（）
26歳。警視庁捜査一課の刑事。未確認生命体関連事件合同捜査本部の一員。数回SAT狙撃班の指揮をしていた。真面目で几帳面な性格で、クウガが何色（フォーム）で未確認生命体を倒しているかを色付きシールで手帳に記録している。最初は杉田と同じくクウガを敵だと思っており、EPISODE4ではクウガを撃って一条と揉み合いになるが、杉田から止められた。その後はクウガの戦いぶりを見て味方だと認める。一度、クウガの正体を一条に尋ねるも流されているが、バダー戦を切っ掛けにクウガの正体を知り、以降は雄介に信頼を寄せ、より全面的に協力する。
パンが大好物で朝から大皿山盛りのロールパンを平気で食べるほど。
- 笹山と恋人関係になる展開も考えられていた。小説版では結婚している。
- 杉田と桜井は元々レギュラーとしては設定されておらず、EPISODE3・4のゲストの予定であった。

笹山 望見（）
21歳。未確認生命体関連事件合同捜査本部の婦人警官。本部から通信（未確認生命体の行動や爆破ポイントの指示など）などのオペレーターを担当する。父は警察官だったが、病死している。
初期は一条に熱を上げていたミーハーな感じが否めず、一条に好意を持つあまり、訪ねてきたみのりのことを一条の恋人だと勘違いしてへそを曲げたことがある。
しかし、一条への誕生日プレゼントを拒否されて一条の過去を知り、激化するグロンギとの戦いやクウガの正体も知ったことで次第にまじめな性格になっていく。クウガの正体を知らされたころから未確認生命体の爆発による被害を抑えるために追い込みポイントの選定を任されている。

椿 秀一（）
26歳。元監察医務院の嘱託で、関東医大病院に勤める死体解剖専門の法医学士で、一条の高校時代の同級生。
雄介の身体検査やクウガの能力開発にも協力し、「世界でたった一人のかかりつけ」を自認する。当初は雄介の身体を「解剖してじっくり調べてみたい」と言うなどマッドサイエンティストのような発言もあるが、雄介がグロンギと同じ存在になってしまう可能性について当初から懸念を抱き、警告を繰り返している。また、グロンギに殺害された被害者の死体解剖も行ううちに、医師としての立場から理不尽な形で人間の命を奪う彼らに激しい憎悪と嫌悪感を示す。
稲森 麗子（）という女性と交際していたが、約束がある時に限って一条からの依頼が来るために疎遠になってしまい、遂にはフラれてしまった。以降は桜子にも想いを寄せ、香りが濁るため紅茶には砂糖を入れないストレート派などと言って話を合わせたりしている。

榎田 ひかり（）
34歳。千葉・科学警察研究所法医第一研究室の主任。城南大学理工学部出身。ゴウラムの研究を行う際、旧知の仲である一条から雄介がクウガであることを知らされた。
未確認生命体の研究および対未確認生命体用装備の開発を行う。未確認生命体に対抗するため特殊ガス弾やマーキング弾などさまざまな装備を開発し、終盤では未確認生命体をも殺害する威力を持った神経断裂弾を完成させた。
仕事に熱中しすぎて夫に逃げられた過去があり、現在は母の篤子（）（65歳）と息子の冴（）（6歳）との3人暮らし。未確認生命体事件により息子との約束を破ることになってしまったり、授業参観に行けないなど、母親と仕事の責任との板挟みになっている。

## グロンギ（未確認生命体）
本作品における敵。人間とは生物学上、同一の存在であり、極めて近い身体・血液成分を持つ、人類に極めて近い超古代の好戦的な先住人類（のちにその1体は人間と自分たちは等しいと述べている）。残忍かつ闘争心旺盛であり、超古代に戦士クウガによって封印されていた。九郎ヶ岳遺跡発掘に伴い、遺跡の東南にある滝付近の森にあった集団の墓のような場所から推定でも最低200体が現代に復活。警察や世間からは「未確認生命体」と呼ばれている。
普段の外見は人間と変わりないが、その肉体に動植物や昆虫の能力を宿しており、体のどこかに怪人体のもととなる動植物や昆虫のタトゥーがある。腹部にアマダムと同質の物体魔石・ゲブロンが埋め込まれており、人間を遥かに上回る運動能力と、拳銃の弾丸をも受け付けず強い衝撃にも耐える強靭な体を持ち、全員が動植物や昆虫の力を持った怪人体に変身する。クウガとグロンギは基本的に同じ力を有している。ゴ集団やズ・ゴオマ・グのように、より強力になるほど体が黒く変化していく。クウガの技で死亡する場合、ほとんどは体に打ち込まれた封印エネルギーが腹部の核に伝達することで「封印」のリント文字が体に浮かび上がり爆発する。
ン・ダグバ・ゼバを頂点とし、ゴ集団・メ集団・ズ集団の階級が存在し、階級ごとに怪人体時に装着しているベルト・ゲドルードのバックルやプロテクターなど、装飾品の色や種類が異なる。リント（現代人をリントの末裔と見なしている）を標的とする殺人ゲーム・ゲゲルを、進行役のラ集団のもとで行う。登場時期が後になるほど強さが増していき、ゴ集団の終盤の3体はクウガのフォームチェンジに当たる超変化が可能。強さはゲブロンの強さに比例し、爆発した際の被害も甚大になる。特にライジングマイティキックで倒すと、その衝撃は半径3キロメートルに及ぶ（ゴ・ガメゴ・レやゴ・バダー・バなど）。
他に、ダグバのゲドルードの修復など裏方仕事を担当していたヌ・ザジオ・レ（登場したのは人間体のみ）や、ゴ・ジャーザ・ギの台詞で存在が示唆されただけのベ集団もいた。
独自の言語「グロンギ語」を話し、位取り記数法として九進法を用いる。個体差はあるが日本語や自動車・バイクの運転、インターネットなどを短期間でマスターするほど知能は高い。ゴ集団の中には人類の文化・芸術に興味を示して熟達する者もいた。人類はあくまでもゲゲルの標的＝リントであり、クウガすらゲゲルの難度を上げる障害物かやや強い標的としか見ていない。人間社会との文化の違いのためか、服装のセンスも一部の者を除いて通常の人類とは大きくかけ離れたものとなっている場合が多い。
倉庫・廃墟・植物園・水族館・飲食店など営業していない複数の施設をアジトとして使い、彼らの文化に合わせたかのようにマネキンや鎖などで個性的な装飾を施すか、最初から神秘的な内装をされている店内などを好んで使っている。
九郎ヶ岳遺跡のある長野県を皮切りに山形県から岐阜県まで広い範囲で行われたが、主に人口の多い東京都を中心とする関東地方周辺に集中していた。グロンギが関係すると思われる殺人・窃盗などの事件は「未確認生命体関連事件」として広域指定事件とされ、警視庁に置かれた合同捜査本部によって捜査される。
グロンギは毎回1体ずつ登場するということがなく、ストーリーの節目となる回ごとに数名がバルバのもとに人間体で現れ、自分がゲゲルを行う順番を待っていた。初登場から怪人体になるまで数週かかった者も多い。怪人体が出現した順に「未確認生命体第○号」と呼称されるが、前述した事情に加えて設定のみでテレビシリーズ未登場のグロンギも多いため、必ずしもテレビシリーズでの登場順とは一致しない。なお、人間体しか目撃されていていなくても未確認生命体と判断される場合は、「未確認生命体B群」として分類される。
- 詳しい出自などはテレビシリーズでは最後まで描かれていないが、小説『S.I.C. HERO SAGA MASKED RIDER KUUGA EDITION』では地球に落下した隕石により、DNAの塩基配列が変化した狩猟民族として位置付けられている。書籍『平成仮面ライダー怪人伝』では始祖的なグロンギが突然変異によって発生し、その始祖の攻撃対象がグロンギ化して行くことによって、同族を増やしていったと目されている[30]。
- 野蛮のため対話不可能だが、自分たちの文化を持っているものを表現するアイテムとして褌を付けている[31][注釈 17][注釈 18]。ベルトのバックルのテイストに寄せていく感じで古代文明テイストの装飾品のディテールを展開している[32]。タトゥーはギャングのおどろおどろしい刺青やサモアのトライバル模様を参考にしている[31]。

名称の冒頭1文字は階級、末尾の語は、もとの生物の種別を表している。
- バ：昆虫やクモ類などの節足動物
  - ゼバ：特別な“バ”（「特別な」または「神聖な」虫）
- ダ：陸生の哺乳類
- ギ：魚類などの水棲生物
- レ：爬虫類、両生類
- グ：鳥類などの有翼生物（飛行生物）
- デ：植物、菌類

### ン
最強のグロンギに与えられるグロンギの最高位の階級で、「究極の闇をもたらす者」と呼ばれている。グロンギの中でも桁違いの戦闘力を持つ存在であり、身体能力は無論、特殊能力も他のグロンギと大きく差がある。頂点ゆえに、テレビシリーズに登場したのはダグバのみ。バックルの色は黄金であるほか、他の階級のグロンギよりも派手な形状となっている。

ン・ダグバ・ゼバ
未確認生命体第0号（B群13号）。「白き闇」、「究極の闇（キュグキョブンジャリ）をもたらす者」と称される、グロンギの頂点にして王。人間体は額に白いタトゥーを持ち、笑みを常に浮かべる上下白い服の青年。能力を発動させる際には常に天変地異が起こる。
九郎ヶ岳遺跡にある石棺の蓋を開けられたことで封印が解けて復活を果たし、調査団のメンバーを全員殺害する。そして、手から放つ稲妻状の波動で地中深くに封印されていた全てのグロンギを復活させると、一時的に姿を消す。
当初は黒い毛髪に頭部が隠れた生物的な異形の姿をしたクウガのグローイングフォームに相当する不完全体（中間体）であるが、手から放つ波動で封印されていた全てのグロンギを復活させる、彼の気配を察知したクウガにその気配による殺気のみで圧倒し、体力を消耗させて変身を解除させる、クウガの攻撃を寄せ付けなかったゴオマ究極体すら不完全体のままで殺害するなどの強大な力を示している。
ジャラジのゲゲルの時に活動を再開し、ゲゲルの参加資格を失ったズ集団とベ集団のグロンギに「整理」という名の殺戮を始める。そのペースはEPISODE40時点にて3週間で茨城県、山形県、新潟県、愛知県、福島県、長野県に潜伏していた162体を虐殺したと述べられ、9ヵ月で43体倒したクウガと桁違いの力を見せつける。
そして、ガドルの死後にザジオによって修復されたゲドルード（ベルト）を身につけ、クウガのアルティメットフォームと酷似した姿と同等の力を持つ完全な姿＝最終形態として復活を果たすと、「究極の闇」の開始として不規則に全国各地へ出現し、無差別に人々を体内から発火させ、3万人以上を焼殺する。その姿は不完全体と異なり、アルティメットフォームのクウガと対を為すように白と金が基調になっている。クウガと同じ4本の角と、超自然発火能力などの様々な超能力を持つ。その力でアメイジングマイティのクウガを圧倒し、アークルに大きな傷を加える。最後は九郎ヶ岳名入曽沢でアルティメットフォームとなったクウガとの決戦に臨むも、超自然発火能力の超能力戦では決着がつかないと判断し、互いに特殊能力を封じ合ったままでのパンチを主とした肉弾戦となる。互いにカウンターパンチによってベルトが破壊され変身が解けてもなお、自身は笑顔を浮かべながら戦うも、互いの顔に打ち込まれた拳打で雄介共々倒れ、アルティメットパンチによってゲドルードを破壊されたことによる腹部神経断裂を起こしていたため、死亡する。
- ダグバは五代雄介と同じく笑顔を見せているが、EPISODE48の対決でも最後まで笑っているなど、雄介の笑顔とは意味合いの異なるものであることが表現されている。ダグバを演じた浦井健治はダグバのキャラクター性を「無邪気」と解釈し、演じる際は何も考えず、最後には自身がダグバに乗っ取られたような感覚であったという。
- 人間体の衣裳は、監督の石田秀範からの提案により「無」のイメージとして白い衣裳が選ばれた。第48話では雪山用のウエットスーツを着用し、その下にカイロを30枚ほど貼り付けていた。
- 究極体のデザインは阿部卓也、中間体は青木哲也が担当した。モチーフはクワガタ。デザインコンセプトは「アルティメットフォームとは真逆の高潔な感じのする白いグロンギの王様」。これ以上ない高いランクの存在のため、多くの装飾品を身に付けている。中間体で髪の毛が生えていたため、関節から人間と昆虫の体毛を合わせたようなものが生えている。当初は仮面ライダーのような目だったが、髙寺の調節によってグロンギらしい顔つきとなった。中間体は青木は『マグマ大使』のゴアのようなイメージであったとしている。

その他の登場作品
小説『S.I.C. HERO SAGA』「MASKED RIDER KUUGA EDITION -オデッセイ-」「MASKED RIDER KUUGA EDITION -DARK SIDE-」
不完全体として登場。不完全体の姿はテレビシリーズでは完全に描かれておらず、同作品にてその全容が明らかになった。また古代の戦いでは最後まで真の姿である究極体に変身しなかったという。

### ラ集団
ラ・バルバ・デ / バラのタトゥの女
未確認生命体B群1号亜種A、バラ種怪人。ゲゲルの管理者としての役割を担う女性。ゴ集団さえ従わせるなど、他のグロンギとは一線を画する。ヌ・ザジオ・レと同様、全編通して怪人体へ変身することはなかった。
右手中指に嵌めた鉤爪型の指輪「ゲゲルリング」の鉤を怪人のベルトのバックルに押し当て、ゲゲル開始の許可を与えるとともに、ゲゲルの期限を過ぎると爆発する時限式の起爆エネルギーを注入する。ゲリザギバス・ゲゲルの際には角状の突起が2本となった形状の異なるゲゲルリングを使用していた。劇中では腕だけを伸縮する植物状に変えていた。また、腕から人間の身体を麻痺させるバラの花びらを放出することができる。
グロンギの中でもとりわけ学習能力と環境適応力は高く、劇中でダグバを含むグロンギがクウガを侮りリントを獲物としか認識していない中で、事あるごとに今と昔は違うと他のグロンギに忠告していた。中盤では銃を向ける一条に「今度のクウガはやがてダグバと等しくなる」と伝えたが、終盤では「リントも我々と等しくなったな」「お前はリントを狩るためのリントの戦士のはずだ」など、現代社会に一定の理解を示すと同時にグロンギの立場から現代人である一条に対して痛烈な皮肉を述べた。
グロンギたちの中で、唯一バルバのみがダグバとコンタクトが可能なようで、ダグバの行動や意思は彼女を介して伝えられる。
そして逃走中、一条に強化型神経断裂弾を数発撃ち込まれたが、人間体のままであったために弾丸は貫通し、吐血しながらグロンギの言葉で「気に入った。お前とはまた会いたいものだな」と言いながら笑顔を見せて海面に落ちた。捜索されたが、遺体は発見されていない。
ゲゲルのレベルによって服装を変えており、最初は赤いショールと黒いパーティードレス、次に純白のドレス、終盤のゴの最強3怪人のゲゲル時は赤いケープに黒のロングスカートと赤いハイヒールに変わり、最後のゲリザギバス・ゲゲルでは白装束とだんだん街中にいても違和感のない姿になっていた。
- 設定が二転三転しており、当初は連絡役程度のキャラクターとして考えられていたという。しかし、演じる七森美江の演技から生まれる神秘的な空気から、徐々に設定が改変されて一種の「女神」とも言うべき存在に変化した。また、怪人体は初期にいくつかデザインが検討されていたが、いずれも雰囲気にそぐわないとして採用されず、最終的には人間体のイメージが優先された。劇中での衣替えはショッカーの幹部がゾル大佐→死神博士→地獄大使に交代していったものを置き換えて表現したものであるという。
- 一条と恋愛関係になる設定も存在していた。
- 演じる七森は当初、第1・2話に名前のみ登場した桜子の電話相手である新聞記者の真役で想定されていた。

その他の登場作品
『小説 仮面ライダークウガ』
生きていることが判明し、生き残りのグロンギを復活させる。
漫画版『仮面ライダークウガ』
人間体は銀髪の女性として描かれている。詳しくは仮面ライダークウガ (漫画)#ラ集団を参照。

ラ・ドルド・グ
未確認生命体第47号（B群9号）、コンドル種怪人。専用武器は胸元の装飾品を変化させるトンファー。初登場はEPISODE23。人間体はニット帽や白いマントで顔を隠した、白と黒の衣装を纏った鋭い眼光を放つ男性。怪人体はEPISODE45と46に登場。怪人体はモヒカンの頭髪に額にはコンドルの白いタトゥーがあり、黒い体をインディアンを彷彿とさせる白装束に身を包んでおり、背面には時速約400キロメートルで飛行可能な大きな翼を持つ。
ゲリザギバス・ゲゲルの際にはバグンダダというカウンターボードを常に持ち歩き、ゴ集団の複雑なゲゲルがルール通りに行われたかどうかを確認し、ゲゲルで死亡したリント（人間）を数える役目を担っている。劇中「リントも無能ではない」という台詞から、バルバ同様リントの変化を感じ取っていた節がある。ゴ・ガドル・バのゲゲルの際、一条にライフルでバグンダダを撃ち壊されたことでガドルのゲゲルはやり直しとなり、台無しにした責任を取るために一戦を交える。ゴ最強のガドルを一度地に伏せるなど「さすがはラだな」と言わしめる戦闘力を示したが、右翼をもぎ取られかなわないと踏み逃走。川に逃げ込んだ後、バグンダダ破壊の際、一条によって同時に撃ち込まれたマーキング弾の信号を元に追跡して来た杉田と桜井に神経断裂弾を撃たれ、人間体になり死亡した。
劇中で人間によって倒された数少ないグロンギの一人である。
- 怪人体のデザインは飯田浩司が担当した。胴体パーツはブウロのものを流用している。石森デザインでは馴染みとなっていた垂れた半月眼を意識して描いている。

その他の登場作品
『仮面ライダーディケイド』
テレビシリーズの「クウガの世界」編に登場。声は塩野勝美。同作品では、未確認生命体8号として扱われている。また『ディケイド』オリジナルのグロンギ、ン・ガミオ・ゼダの出した黒い霧で死んだ人間がラ・ドルド・グの姿となって登場。
『オーズ・電王・オールライダー レッツゴー仮面ライダー』
ショッカーと同盟を組み、その会議にも参加している。

### ズ集団
ズ・グムン・バ
未確認生命体第1号、クモ種怪人。現代におけるゲゲル開始前に活動を始めた最初のグロンギ。人間体は未登場。EPISODE1、2に登場。怪人体は大きく飛び出した計6つの黒い複眼、モヒカン頭が目立ち、側頭部にはクモの脚、肩部から胸部にかけてはクモの巣のような装飾品を身に付けており、腰元には褌、手首にはバンテージを着用している。左右に開く口から吐く絹よりしなやかで鋼よりも強い糸と手の甲から延びた伸縮自在の2本の爪を武器とし、糸は自身と大人2人を抱えてぶら下がっても切れないほどの強度を誇る。また、爪は片側2本、計4本生えており、鉄パイプを容易に切断出来る。
九郎ヶ岳遺跡より復活後、単独で活動を始め、南長野に出現。Kビル付近に巨大なクモの巣を張り、そこに駆け付けた警官隊と交戦し、複数の警察官を殺害。圧倒的な力で蹂躙し、その場からパトカーで逃げようとした警官に対してもその首に糸を巻き付けて追従し、そのまま長野県警のビルに突入。そこでも殺戮の限りを尽くすが、その場に居合わせ、咄嗟の判断でクウガに変身した雄介と交戦。まだ不完全形態であるグローイングフォームのクウガを圧倒するが、一条が搭乗するヘリコプターからの狙撃で気が逸れ、糸を使ってヘリに乗り移って一条を襲おうとするも、後を追って来たクウガに阻まれる。お互い決め手に欠く空中での戦いが続く中、クウガの渾身の蹴りで地上に落下。一時撤退する。
その後、サン・マルコ教会付近の工場にてゴオマと戦うクウガに奇襲を仕掛け、再び交戦。戦闘経験が浅かったとはいえ、マイティフォーム相手に善戦し、胴体に糸を巻き付けて絞め上げ、トドメを刺す直前まで追い詰めるが、渾身の腕力で糸を引きちぎられた挙げ句、胸部にマイティキックを受け、クウガに対して呪うような言葉を残し、爆散する。
- 怪人体のデザインは阿部卓也が担当した。放送当時の関連書籍でのデザイン画では黄色だったが、渋くする方向性の色に変更された。装飾の詳細が指定された画稿と全身のデザインを組み合わせている。クモ特有の8本足やクモの巣は腕などの生身の部分ではなく、頭や首の装飾品として取り入れられている。線をクモの単眼の下に引くことで、切れ長の目にしている。大きなモミアゲは尾崎紀世彦を意識している。足輪はチョウチョを捕まえる蜘蛛の足の絵をアレンジした模様となっている。

その他の登場作品
『仮面ライダーディケイド』
テレビシリーズの「クウガの世界」「アギトの世界」編に登場。
漫画版『仮面ライダークウガ』
漫画版では、復活した太古のクウガに倒されている。詳しくは仮面ライダークウガ (漫画)#ズ集団を参照。

ズ・ゴオマ・グ
未確認生命体第3号（B群2号）、コウモリ種怪人。動物の血が栄養源で、特に人間の血は成人5人分を一晩で平らげるほど大好物で、人間を襲ってドラキュラ伯爵のように首筋に口腔の牙を突き立て血を吸う。人間体は黒のキャップ、もしくはつば広の帽子を被り、サングラスをかけ、黒いコートを纏った色白の男性。左の二の腕にコウモリのタトゥーを入れており、左耳のイヤリングに触れる癖がある。初登場はEPISODE2。怪人体は人間体と同様に左にイヤリングを付けた大きな耳やアイマスクのような目、両手に時速120キロメートルで飛行可能な薄い膜状の翼と刺殺用の強力な爪を持つ。また、腰元には褌を着用し、足首にはバンテージ、バングルを巻いている。
最初は長野・中御所にあるサン・マルコ教会のホセ神父を殺害して化けて教会に潜み、一晩で5人もの人間を吸血して殺害していたが、自身のゲゲル開始前にリントを狩るその行為がルール違反と見なされてしまう。結果、バルバによってゲゲルの順番を先送りにされ、後にゲゲルの権利がメ集団に移行すると参加資格を完全に失うことになる。多くの怪人から見下されており、しばしば暴行を受けている。
夜行性のため、太陽光や強い光が苦手なことから、黒いコートとこうもり傘を愛用している。参加資格を剥奪されてからはバルバの召使いとして活動しているが、それでもなおゲゲルに参加したがっている。ゲリザギバス・ゲゲルの開始直前には、ザジオが製作する道具のパーツを取りに長野まで走らされるなどと雑用に徹する姿も見られた。
それと同時に、九郎ヶ岳遺跡にあるゴ集団の装飾品発掘を命じられていたが、その際に密かにダグバのゲドルードの破片の一部を着服。のちにEPISODE36でそれを自身の体内に埋め込み利用することで肉体を強化し、強化体を経てついには究極体へと変貌する。ダグバの「整理」から逃れるべく、彼の命を狙い反逆を始め、まず千葉県にて一般人を虐殺、さらに応戦した千葉県警や移動した茨城県で茨城県警の警察官を殺害し、止めに入ったクウガをも圧倒する。しかし、止めを刺そうとしたところでダグバの気配を感じ、クウガを放置して付近の森に潜んでいたダグバに戦いを挑むも、呆気なく瞬殺されてしまう。
遺体が爆散・消滅しなかったため、死体は科警研に回収されて椿の手で解剖が行われ、そのデータが神経断裂弾を完成させる大きな手掛かりとなった。
- 怪人体および究極体のデザインは阿部卓也が担当した。放送当時の関連書籍でのデザイン画では紫だったが、渋くする方向性の色に変更された。目は拡大したコウモリの鼻となっている。当初、怪人体のスーツは一般的な怪人の造形と同様に歯と唇が繋がった形状で制作されたが、髙寺らの意見によりハイビジョン撮影でも違和感が出ないよう別パーツでの造形に変更された。胸毛もデザインの完成後に追加されたものである。

ズ・ゴオマ・グ強化体
EPISODE36に登場。この時点で剛毛が全身に生え、大幅に全身の筋肉が強化され、陽の光を浴びても平気な体質を備え持つようになり、ザザルとほぼ互角に戦えるなどゴ集団の中堅位の実力を持つ。頭部にはダグバ中間体に酷似した剛毛が生えている。
ダグバの居場所を知るバルバの居場所を聞き出すためザザルと交戦するが、クウガの邪魔が入り逃げられてしまう。自力でバルバを見つけると攻撃をしようとするが、ガドルに邪魔され交戦するも、軽くあしらわれてしまい、さらに戦闘中に破片を埋め込んだ腹部に激痛が走ったため、撤退を余儀なくされた。
- スーツは怪人体の改造で、デザイン画も怪人体の絵を転用して、髪の毛などを描き足している。翼の縞模様などは生物的であったり、イラスト的なリアルではない抽象的な模様となっている。

ズ・ゴオマ・グ究極体
EPISODE38に登場。強化体の時に発した痛みや苦しみを乗り越えた姿。全身の皮膚が黒く大きく筋肉が隆起しているが、無理なパワーアップを重ねたために、毛髪は白くなっている。この時点では外見も角のように尖った大きな耳や全身に現れた血管状の組織、肩部、肘部、脚部の鋭角的なトゲなど、ダグバに近い強靭なものになっている。ザザル戦の直後だったためライジングパワーが使えなかったとはいえ、クウガに対しても終始優位に渡り合っており、マイティキックやカラミティタイタンも余裕で耐え切ってみせた。
- 東映プロデューサーの髙寺成紀は、EPISODE39の時点では第0号を登場させるのは早いと判断し、それに代わる存在としてゴオマ究極体が創作された。
- デザインコンセプトは「長持ちしないドーピング」。シルエットは既にデザインが完成していたアルティメットフォームに似せている。血管のような体に走る線や、尖らせた手足などアルティメットフォームと大まかに同じ印象にしている。シンメトリーに一旦描いてから、非対称に一部を描き直すことで、力を使いこなせていない暴走した感じを表現している。力の暴走を表現するため、盛る方向となり、肉襦袢のようにモコモコの造形物となった。怪人体や強化体にあった羽のシンボリックな横縞模様を廃止し、浮き出た血管の表現となっている。

その他の登場作品
『仮面ライダーディケイド』
劇場版と『仮面ライダーW』とのクロスオーバー作品に登場。
『仮面ライダーフォーゼ』
テレビシリーズ第2話において、ライダー伝説のネット映像でクウガと戦う怪人として登場する。
漫画版『仮面ライダークウガ』
漫画版では、ゲゲル内容が判明している。詳しくは仮面ライダークウガ (漫画)#ズ集団を参照。

ズ・メビオ・ダ
未確認生命体第5号、ヒョウ種怪人。人間体は右目下に黒い牙のようなタトゥー、左太腿にヒョウのタトゥーを入れた女性で、黒のミニのワンピースと短パンを着用し、民族風のネックレスを身に付けている。登場話数はEPISODE3とEPISODE4。怪人体はクロヒョウを思わせる黒い体に、兜、胸当てを身に付け、廻し、バンテージを巻いている。
非常にプライドが高く、血気盛んな性格である。
強力な腕力、鋭い爪、脚力による肉弾戦を得意としている。特に脚力は高く、人間体の状態でも人間を蹴り殺すほどの威力があり、怪人体の状態では白バイでも追い付けない時速270キロメートルもの速度で走り、東京から長野まで1時間で移動することも出来る。
バルバからの招集で他のグロンギたちと共に東京の某所に集まるが、偶然その場に居合わせた2人の暴走族の若者に喧嘩をふっかけられ、そのうちの1人が自身の左太腿のタトゥーに触れたことで激昂してその男を蹴り殺し、逃げたもう1人も殺そうと、ゲゲルを後回しにして追跡する。しかし、追跡する途中で雄介と出くわし、クウガと交戦する。しかし、杉田や桜井ら警官隊の一斉射撃によって右目を撃ち抜かれ、一時撤退する。弾丸自体は自ら抉り出したが、このことでさらにプライドは傷付き、バルバたちと合流するも、ゲゲルを完全放棄して警官隊相手に右目の復讐に走る。しかし、杉田の両目を抉ろうとしたところ、クウガに阻まれ、再戦。自慢の脚力で振り切ろうとするが、一条よりトライチェイサーを与えられていたクウガに青梅の廃墟に追い込まれ、肉弾戦に持ち込まれる。最後は肘打ちで体勢に崩したところに低空キックを腹部、それに続くマイティキックを胸部に受け、爆死する。
- 怪人体のデザインは青木哲也が担当した。走るのが速い女の怪人のため、フォルムはフローレンス・グリフィス＝ジョイナーなど女性の陸上競技選手を真似ている。基本的に女性の怪人は大きなお尻を描くが、スピーディな感じを出すため、あえて小さくしている。

その他の登場作品
『仮面ライダーディケイド』
テレビシリーズの「クウガの世界」「アギトの世界」編に登場。
漫画版『仮面ライダークウガ』
漫画版では、ゲゲル内容が判明している。詳しくは仮面ライダークウガ (漫画)#ズ集団を参照。

ズ・バヅー・バ
未確認生命体第6号（B群5号）、バッタ種怪人。人間体は左目下に細く黒いタトゥーを、左の二の腕に飛蝗のタトゥーを入れ、裸の上半身に茶色のベストを着用、首に茶色の長いマフラーを巻いたアフロヘアの若者。道中、道端に落ちていた一円玉に興味を示し、不思議そうに拾い上げると通行人に対して人間の真似をして使おうとしていた。EPISODE5、EPISODE6に登場。怪人体は褐色の体に、頭部にはバッタの複眼のような器官、触角を持ち、首には長い薄茶色の幅広のマフラー、腰元、足首にはマフラーと同色の褌、バンテージを巻いている。
スプリング状になっている螺旋構造の筋肉を全身に持ち、車を持ち上げ、トライチェイサーの体当たりを受け止めるほどの剛腕と100メートルを3秒もの瞬発力と一跳び最大25メートルの跳躍力を持ち合わせた飛蝗の特性による強力な剛脚を武器とする自称「キョグギン・ジャンママ（脅威のジャンパー）」。
現代におけるゲゲルの最初のムセギジャジャ（プレイヤー）で、課せられた内容は2日で81人殺害することであった。その脚力で人間を掴み跳躍。高所より突き飛ばす、もしくは跳躍中に離し、地面に叩きつけて墜落死させる方法で殺人を行った。杉並区のビルにてクウガと交戦し、クウガを凌駕するその脚力と地の利を活かしたヒット&アウェイの戦法で優勢に立ち、クウガが脚力に長けたドラゴンフォームになっても代わりに低下した打撃力から優勢を崩さず、遂に一度追い詰めるものの、近くにあった清掃工場からの硝酸カリウムの排煙に拒否反応を示し、撤退。井荻7丁目での二度目の戦闘でも、まだドラゴンフォームの特性を理解出来ていないクウガ相手に再び優勢に立つも、桜子の助言を元にクウガがドラゴンロッドを装備したことで形勢が逆転。最後はスプラッシュドラゴンを右胸元に受け、爆発四散した。劇中、ズ集団のグロンギでゲゲルを行う描写があったのはバヅーだけだった。
- 怪人体のデザインは阿部卓也が担当した。当初は目のようにバッタの模様を解釈したデザインが元となり粘土の縮小模型を作る段階まで進んだが、仮面ライダーのようにしか見えなかったため、バッタの口を顔にアレンジしたものが決定デザインとなった。色も当初は緑だったが、青いドラゴンフォームと共に出ることになったため、グリーンバックやブルーバックでは一緒に撮影できないことから、「飛蝗現象」という理屈付けで、狭い場所で増殖して枯れ草のように身体の色が変化したという解釈で茶色に変更された。マフラーはバッタの羽をモチーフにした長くて白いものとなっている。

その他の登場作品
漫画版『仮面ライダークウガ』
漫画版では、ゴ・バター・バのような人間体で登場。詳しくは仮面ライダークウガ (漫画)#ズ集団を参照。

ズ・ザイン・ダ
未確認生命体第22号（B群3号）、サイ種怪人。ズ集団のリーダー。人間体は体格がいい上半身半裸で左頬に黒いタトゥー、左前腕部に正面から見たサイの顔のタトゥーを入れたいつも怒りの表情のレスラー体型の男性。初登場はEPISODE3。ゲゲル実行はEPISODE11・12。怪人体は鎧のような固い皮膚と鋼鉄のような筋肉を兼ね備えた屈強な体格にインドサイを思わせる顔立ちをしている。また、腰元の褌に加え、両肩部、手首、両脛部に鎧を装着している。顔面には最大の武器である大小2本の鋭い角を持ち、大型トラックを一突きでバラバラに粉砕するほどの威力を誇る。
性格は短気かつ好戦的。メ・ビラン・ギとは仲が悪く、戦闘にまで発展している。
ズ集団の数々の敗北により、EPISODE7でズ集団からメ集団にゲゲルの権利が移行してしまい、ゲゲルへの参加資格を失ってしまう。また、自身の体臭を嗅ぎつけたミカド号の追跡をきっかけに潜伏していたアジトが警察に露見してしまい、突入を許してしまう。これを機にグロンギたちから完全に孤立。いつまで経ってもゲゲルが出来ないでいた鬱憤を晴らすように、遂に勝手にゲゲルを始めてしまう。
ゲゲルでは、アイドリング中の大型トラックの運転手をターゲットに殺人を繰り返した。これは聴力に優れるサイの特性を持つためか、自身がアイドリング音を嫌っているという理由も含まれている。殺し方は力で相手を押さえつけて自慢の角による刺殺。茨城県警の包囲を返り討ちにして34人もの人命を奪う。
クウガとの初戦では変身ポーズを待たずに攻撃を仕掛け、お互い変身前の状態で交戦し、圧倒。変身後も圧倒的なパワーで優勢に立ち、クウガを上回る豪腕で投げ飛ばし角で刺し殺そうとし、マイティキックすら跳ね返す防御力を見せるが、勝手にゲゲルを始めたために自分のゲゲルを行えずにいると思い、怒り狂ったビランが乱入。ビランとの戦闘に変わりお互い組み合ったまま川へ転落した。クウガとの二戦目は、アイドリングに敏感な性質を知った一条によるトラックを使った囮作戦で誘き出され、援護に入ったクウガと再戦。トライチェイサーの攻撃も退けるが、クウガの回転を加えることで威力を上げた強化マイティキックを顔面に受けて角を折られ、爆死した。
- 演じる野上彰がプロレスラーであることから、殺陣にはプロレス技が取り入れられている。
- 怪人体のデザインは阿部卓也が担当した。全身の線画のデザインで造形の発注が掛けられ、装飾の詳細デザインが別途で起こされている。人間体を演じたAKIRAとは異なり、怪人体の最終的な仕上がりは結構スリムな感じになってしまったという。

その他の登場作品
『仮面ライダーディケイド』
ン・ガミオ・ゼダの黒煙で人間が変化した個体が登場。
『オーズ・電王・オールライダー レッツゴー仮面ライダー』
ショッカーの一員として登場。
漫画版『仮面ライダークウガ』
漫画版では、バルバに粛清される。詳しくは仮面ライダークウガ (漫画)#ズ集団を参照。

劇中未登場のズ集団
ズ・グジル・ギ
未確認生命体第7号、クジラ種怪人。EPISODE6からEPISODE7の間の期間に出現したグロンギの1体。2000年2月6日にマイティフォームによって撃破される。

ズ・ガルガ・ダ
未確認生命体第8号、カンガルー種怪人。EPISODE6からEPISODE7の間の期間に出現したグロンギの1体。2000年2月8日にマイティフォームによって撃破される。

ズ・ミウジ・ギ
未確認生命体第9号、ウミウシ種怪人。EPISODE6からEPISODE7の間の期間に出現したグロンギの1体。2000年2月9日にマイティフォームによって撃破される。

ズ・ガズボ・デ
未確認生命体第10号、ウツボカズラ種怪人。EPISODE6からEPISODE7の間の期間に出現したグロンギの1体。2000年2月11日にマイティフォームによって撃破される。

ズ・ダーゴ・ギ
未確認生命体第11号、タコ種怪人。EPISODE6からEPISODE7の間の期間に出現したグロンギの1体。2000年2月16日にマイティフォームによって撃破される。

ズ・ネズマ・ダ
未確認生命体第12号A、ネズミ種怪人。EPISODE6からEPISODE7の間の期間に出現したグロンギの1体。2000年2月18日に警官隊の前で突如として爆死する。

ズ・ネズモ・ダ
未確認生命体第12号B、ネズミ種怪人。EPISODE6からEPISODE7の間の期間に出現したグロンギの1体。前述のネズマの兄弟とされ、別個体なのだが、ネズマの死後の翌々日（2000年2月20日）に出現し、姿形が酷似していたため、警察側にはネズマと同種と認識されていた。ドラゴンフォームによって撃破される。

ズ・ジャモル・レ
未確認生命体第13号、ヤモリ種怪人。EPISODE6からEPISODE7の間の期間に出現したグロンギの1体。新聞記事にその姿が掲載されている。2000年2月23日にマイティフォームによって撃破される。
- スーツの頭部はアトラクション用に作られたミジンコ種怪人の改造。ボディはガルメのNGスーツを使用している。

### メ集団
メ・バヂス・バ
未確認生命体第14号、ハチ種怪人。メ集団のゲゲルの最初のムセギジャジャ。人間体は両目下に白いタトゥー、右手の甲にハチのタトゥーを入れた男で、黒い帽子を被り、金色のジャケットをはだけさせ、肩から二の腕にかけて巻き付けた3本の革ベルトで拘束したようなファッションをしている。EPISODE7、EPISODE8に登場。怪人体はスズメバチを思わせる顔立ちで、後頭部は毛髪が伸びている。胸部にはハチの巣のような六角形のメッシュ状の胸当て、そして右腕に1つ、左腕に4つ、両脚に5つとバングルを身に付けている。
性格はズ集団に対し、常に見下した傲慢な態度を見せる。
背面に生えた4枚の羽によって時速200キロメートルで飛行出来る高い飛行能力を有し、右腕に備わった長さ数十センチの毒針を殺害に用いる。上空でホバリングした状態で発達した複眼によって、高度数千メートル下の人間を見分け、対象の頭頂部に向けて毒針を高速射出、頭頂部から心臓を貫通させて刺殺する。ただし、毒針は一度射出すると再生までに約15分の時間を要するため、連続攻撃が利かず、最初の場所から螺旋状に移動しながら約15分おきに殺人を繰り返す。ゲゲルの制限時間は不明だが、殺害人数は121人とした。
ゲゲルの途中、地上に降りたところでクウガと交戦。この時、一条の援護射撃によってグゼパを撃ち落とされるが、クウガがドラゴンフォームになるも、ドラゴンロッドの媒介が無く、使用出来ない、突然発現したペガサスフォームの力を制御しきれないなど、相手側の不運が重なり、さらに戦闘中に毒針が完全再生したことでゲゲル続行が可能になったため、立ち去る。しかし、グゼパを紛失したことでそれまでの殺害は無効、リセットとなる。そこで、クウガを27人分の命として換算し、標的に加える追加ルールをバルバに提示する。バルバもこれを承認し、ゲゲルを再開する。途中、音波探知装置によって自分の位置を特定した一条に2人の親子の殺害を邪魔される場面もありながら、変身前の雄介を発見し、毒針が完全再生するまで待機。しかし、引き続き追跡していた一条に存在が伝えられ、それを聞き、その特性を理解した上でペガサスフォームへと変身したクウガと再戦となる。先制を取って毒針を射出することに成功するが、クウガに受け止められ、反撃のブラストペガサスを胴体に受ける。そして上空から海中に落下し、爆死する。
- 怪人体のデザインは青木哲也が担当した。胸飾りのイメージは蜂の巣。

その他の登場作品
『仮面ライダーディケイド』
テレビシリーズの「クウガの世界」「アギトの世界」編、劇場版に登場。
漫画版『仮面ライダークウガ』
漫画版では、ゲゲル内容が異なる。詳しくは仮面ライダークウガ (漫画)#メ集団を参照。

メ・ギイガ・ギ
未確認生命体第21号、イカ種怪人。自称「ザブギン・ンガヅ・シブシャ（白銀の殺戮者）」。人間体は常に薄気味悪い笑みを浮かべており、白いとんがり帽を被り、派手なフリンジが付いた白銀のシャツ、黒いズボンに白いスニーカーを着用している。また、左手の甲にイカのタトゥー、顔にはイカの触手のようなタトゥーを入れており、ピエロのような出で立ちをしている。登場はEPISODE9、EPISODE10。怪人体は白銀の体色をしており、後頭部からは触手が生えている。また、肩部から胸部、両腕部、両脛部にかけて鎧、腰元に前掛けを身に付けている。また、人間体、怪人体共に歩く際には湿ったような足音が出る。
ゲゲルの制限時間は不明。殺害人数は162人とした。握った右手を開いて口元に翳し、離す動作の後、口から吐き出す墨状の体液を武器とし、ゲゲルの殺人の際もこれを用いる。この体液は他の物質に触れるだけで爆発的な反応を起こす強力な可燃性物質である。しかし、生成の際は280℃もの高熱が発生するため体温が急激に上昇し、河川などへの一定間隔での入水で体を冷却をしなければ、ホメオスタシスが保てず、冷却が求められる際は腹部の4つの冷却口より蒸気が噴出される。そのため、殺戮は水際でのみ行われる。また、全身が攻撃の衝撃を吸収するゴムのように非常に柔らかい身体の組織で、拳打や蹴りなどの単純な打撃技で与えられるダメージは薄い。
冷却のために隅田川流域を水中移動経路、活動範囲にゲゲルを開始し、工場にて作業員を襲撃しようとする中、駆け付けたクウガと交戦。墨での攻撃で先制を取り、それを避けるため背後に回って繰り出すクウガの打撃も意に介さず、腕力や墨による攻撃で圧倒する。しかし、トドメを刺そうとしたところで腹部の蒸気弁より蒸気が噴出したため、冷却のために立ち去る。その後も殺人を繰り返していたが、江東区有明の港でタイタンフォームとなったクウガと再戦となる。堅牢な生体装甲の前に、半狂乱の状態で体液による連続攻撃は全く効かずに間合いを詰められ、体液が切れて蒸気が噴き出した弱点である腹部にカラミティタイタンを受け、爆散する。
- 怪人体のデザインは青木哲也が担当した。イカの足の要素は、アーマーに落とし込んでいる。

その他の登場作品
漫画版『仮面ライダークウガ』
漫画版では、大道芸人として活躍する。詳しくは仮面ライダークウガ (漫画)#メ集団を参照。

メ・ビラン・ギ
未確認生命体第23号（B群7号）、ピラニア種怪人。人間体は頭髪に七色のメッシュを入れ、ピアスや首輪を身に付けており、網目状のシャツに派手なズボンを着用している。また、右の二の腕にピラニアのタトゥーがある。初登場はEPISODE7、ゲゲル実行はEPISODE13、EPISODE14。怪人体は頭部、肩部の鰭が目立ち、襟元、腰元、両脛部の鎧の他、両手首には鰭状のカッターが付いたブレスレットを装着している。
ゲゲルの制限時間は2日、殺害人数は180人とした。剃刀のような鋭い牙を備えた顎は1分間に200回もの開閉が可能で、逃げ場の無い水上バス上に現れ、乗客たちを対象に体を100箇所以上噛み殺した。また、遠方の河川に落ちた少量の血液の匂いを嗅ぎ付けるなど、嗅覚も敏感である。さらに水中戦はもちろんのこと、地上戦においても滑空するような高速移動による攻撃も出来る。
作業員と警官を襲撃中に駆け付けたクウガと戦闘となるが、高速移動やカッターによる攻撃で翻弄。タイタンフォーム相手にもやや苦戦するが、隙を見て装甲の無い二の腕に噛み付くなど、善戦。しかし、援護に入った一条の特殊ガス弾の発砲を胸部に受け、一時撤退する。その後、血液の匂いに惹かれる習性に気付いた一条のボートから川に科警研製人工血液を散布する囮作戦で誘き出され、一条のボートに追従していたドラゴンフォームのクウガと再び交戦。ボートから落水した直後、川岸にいた蝶野を襲おうとするも阻まれ、浅瀬にて攻防は続くが、攻撃は機動力で回避され、その際自身のカッターによる攻撃で誤って鉄パイプを切り落としてしまったことで、敵に武器を与えることとなってしまい、ドラゴンロッドを得たクウガに苦戦。最後はスプラッシュドラゴンを胸部に受けて爆死する。
- デザインは当初は阿部卓也が担当していたが、それを引き継ぐ形で飯田浩司が担当した。ピラニアをモチーフとしているが、噛み付き攻撃ではなく、ヒレ攻撃となったため、デザインを考え直している。

その他の登場作品
漫画版『仮面ライダークウガ』
漫画版では、ガドラと対決している。詳しくは仮面ライダークウガ (漫画)#メ集団を参照。

メ・ギャリド・ギ
未確認生命体第24号、ヤドカリ種怪人。人間体は派手なカラーテープが貼られ、ゴムチューブを巻いたヘルメットを被り、半裸の胴体には安全ロープを巻いている。また、両目下に黒い爪のようなタトゥーを入れ、右上腕二頭筋に逆さまにヤドカリのタトゥーを入れ、左の二の腕に逆にした『安全第一』の腕章を安全ピンで地肌に刺しており、ニッカボッカを履いている。初登場はEPISODE14。ゲゲル開始はEPISODE15、EPISODE16。怪人体は額から2本の触角が生え、頭部にはターバン、両腕部にはバンテージ、胴体にはチェーンを巻いており、両手首に装着したハサミを思わせるカッターが付いたブレスレットを武器としている。
貝殻に閉じ籠もるヤドカリの性質上、何かで常に身体を隠してなければ気が休まらない性格である。EPISODE14において廃車置き場で見つけた人間のトラックに気に入って盗み、運転も独学で覚える。超古代の時代では石のローラーでリントたちを轢き殺していたが、現代のゲゲルにおいてはこのトラックを用い、逃げ場の無い路地に追い込んでバックで轢き殺す方法を取った。ゲゲルの制限時間、殺害人数は不明。
ゲゲル中、トライゴウラムで追跡して来たクウガを轢き殺そうとし、一度は回避されるも、復活して間もないゴウラムがエネルギー不足になって動かなくなったこともあり、クウガ自身には回避されるが、トライゴウラムを押し潰す（ただし、損傷自体は皆無だった）。そして、自ら下車して怪人体となり、ドラゴンフォームのクウガと交戦。しかし、ドラゴンロッドで吹き飛ばされた際、一斗缶の燃料が爆発したことを利用してマンホールに逃げ込む。その後も別のトラックを強奪してゲゲルを続行するが、中間報告を怠ったことで、バルバは次のムセギジャジャを呼び出したため、その時点で本人は無自覚ながらゲゲルの権利は失効となっていた。夜になっても犯行を続けたが、復活したトライゴウラムで追跡して来たクウガを轢き殺そうとするも、回避され、無防備になった車体にトライゴウラムアタックの突撃を受けてトラックごと吹き飛ばされる。そして下車するも、車体に刻まれた巨大な封印エネルギーが伝達したことでトラックを巻き込んで爆散する。
- 怪人体のデザインは青木哲也が担当した。ヤドカリの要素として巻き貝のようにチェーンやバンダナを巻いている。ヤドカリの特徴として腕にハサミのような装飾をつけている。
- 逆さまに彫られたタトゥーや逆さまの腕章などは、読めない奴、逆転の発想の奴、ということを暗に示している。

その他の登場作品
漫画版『仮面ライダークウガ』
漫画版では、一条によって倒されている。詳しくは仮面ライダークウガ (漫画)#メ集団を参照。

メ・ガドラ・ダ
未確認生命体第25号、トラ種怪人。人間体は右手の甲にトラのタトゥーを入れ、黒いタンクトップ、短パンに身を包み、腹巻き、頭部にバンダナ、両手と両腕にバンテージを巻いており、右目に切り傷が見られる顎髭を蓄えた男性。右手にメリケンサックを装着し、左腕にはチェーンを巻いている。EPISODE17に登場。怪人体は茶色い長髪に、人間体と同様に右目に切り傷、腹部に傷があり、口には鋭い牙、両手十指に鋭利な爪を持ち、人間体と同様に両拳に爪付きのメリケンサックを装着し、左上腕部には長くて太いチェーンが巻き付いている。
「傷の数だけ強くなる」を矜持としており、グロンギとしての驚異的な回復力を自ら抑制しているのか、激戦の中で身に受けた傷を勲章と戒めを込めて残しており、ゲゲルの成功よりもクウガとの決闘を優先して日が落ちるまでひたすら戦うなど、非常に武人然とした性格である。
ゲゲルの制限時間は6時間、殺害人数は72人とした。トラの腕力と瞬発力、反応性を活かした打撃を得意とし、池袋で警官隊を全員殺害した後、駆け付けたクウガと戦闘となる。タイタンフォームに超変身させる隙すら与えず、善戦。激戦は日が落ちても続き、遂にクウガの首にチェーンを巻き付けて絞め殺そうとするが、古代に負った古傷のある腹部に渾身の肘打ち、そしてストレートを受けて弱体化。強化マイティキックに対しても避けずに受けきる体勢を取るが、耐えきれず、爆死する。
- 怪人体のデザインは飯田浩司が担当した。当初の脚本会議上ではEPISODE17はダイジェストのみで新怪人は出ない予定だったが、出ることになったため、急遽デザインされたものとなった。より怖さを強調するため、色味を反転させ、ベースカラーを黒にしている。

その他の登場作品
漫画版『仮面ライダークウガ』
漫画版では、メ・ビラン・ギやアギトと対決している。詳しくは仮面ライダークウガ (漫画)#メ集団を参照。

メ・ギノガ・デ
未確認生命体第26号A（変異体はB）、キノコ種怪人。作中唯一クウガを瀕死に追いやり、古代にはないライジングフォームを生む切っ掛けとなったグロンギ。人間体は右手の甲にキノコのタトゥーを入れており、長い白髪に白いハットを被り、ノースリーブスの服に白いズボン、首と腰に紫のスカーフを身に付け、ヒールを履いたドラァグクイーンのような出で立ちの色白の男性。登場はEPISODE18・EPISODE19。怪人体はキノコの傘のような頭部が目立ち、胸部、背部、肩部にかけて独特の紋様が彫られた鎧を装着し、腰元には前掛け、額や頬、手首、および足首の関節部にはキノコのヒダを思わせる装飾品を身に付けている。
口から霧状の毒胞子をスプレー噴射する能力を持つ。人間の体内に入り込んで内臓を腐食させてボロボロにし、病院に搬送中に肉体が崩れ落ちるほどの強力な毒性を持っており、最初は35℃〜40℃が活動範囲内であったが、強化体になってからは口移しによる流入を必要とせず、広範囲かつ温度に関係無くなり毒胞子の散布力が強くなる。また、ガスマスクも効果を成さなくなるほどに毒性も増している。
メ集団の中でも虚弱体質で、当初クウガのパンチや警察のガス弾を受けただけでも弱ってしまうほど格闘能力が低かった。しかし打たれれば打たれるほど強化していく特異な体質を持つ。またキノコの性質上その体組織はグロンギ随一の驚異的な生命力を持ち、条件次第では身体の一部からクローン体を再生することも出来る。
ゲゲルのクリア人数は144人。殺し方はターゲットを弱々しく見せて意外な力で押さえ込み、死の接吻による口移しで毒胞子を体内に注入する。当初は毒胞子の性質上エアコンの室外機近くを犯行現場にし、新宿区でゲゲルを行っていた。
19人目を殺害した際にクウガと出会い交戦。クウガのパンチやキックに大きなダメージを負うものの、一瞬の隙を突いて、毒胞子を送り込み戦闘不能にさせる。その後、追跡して来た警察の特殊ガス弾を喰らうが、毒胞子を煙幕代わりに退却する。ダメージを回復後、ゲゲルを再開。身体も頭部が赤く変色し、毒性を増した胞子へと強化すると、4月21日板橋で警察と応戦。警察を強化した毒胞子などで殺していき、一条たちにもとどめを刺そうとするところに復活を果たしたクウガグローイングフォームと交戦。グローイングフォームの3度のマイティキックを喰らい爆死する。
- 文芸担当の村山桂のクウガを殺害するのは力強いタイプではなく、一見ひ弱で虫も殺さないような顔をしたタイプという意向からギノガのキャラクターが創作された。髙寺はギノガが登場したEPISODE18をアリガバリの回のようにライダー大ピンチのエピソードのフォーマットに則ったものであるという。
- 怪人体のデザインは鈴木和也が担当した。デザインモチーフはキノコモルグ。また、クウガにとっての死神のような存在であることから、顔つきはドクロをイメージしている。
- 人間体の白髪はウィッグであり、『星獣戦隊ギンガマン』のシェリンダのものを流用している。

ギノガ変異体
ギノガの身体の一部から再生したクローン体ゆえに人間体は存在しない。EPISODE20に登場。
爆死した際、川に飛散して流されたギノガの右手首の一部が川の水で養分を得たことにより肉塊が増殖し、生み出された。体色はオリジナルと違い深緑色で、着用していた鎧やゲドルード、前掛けなどが無い。
毒胞子を散布する能力や知性はなくなり、ただ殺人本能のままに見境無く暴れる生物となり、怪物のように吠えるのみで言葉も発しない。ただし、クウガを片腕で投げ飛ばすなど、単純なパワーだけならオリジナルのギノガを凌駕している。
工場で暴れていたところクウガと交戦。クウガの強化マイティキックを喰らうと、爆発することなく溶けて消えた。
- デザインは青木哲也が担当した。変異体は知能がない力だけの存在のため、分かりやすくマッチョにしている。

その他の登場作品
『仮面ライダーディケイド』
「アギトの世界」に登場した。劇場版にも登場。
漫画版『仮面ライダークウガ』
漫画版では、人間体のときの名前としてノアと名乗る。詳しくは仮面ライダークウガ (漫画)#メ集団を参照。

メ・ガルメ・レ
未確認生命体第31号（B群4号）、カメレオン種怪人。作中唯一ゲゲルを成功させ格上げしたグロンギ。人間体は左の二の腕にカメレオンのタトゥーを入れており、ゴーグルをかけ、三角のチェックが入ったノースリーブのジャケットを着ている銀髪の男性。初登場はEPISODE3。ゲゲル実行はズ集団の時はEPISODE6とEPISODE7の間の期間、ガズボとダーゴの間に現れたとされる。メ集団の時はEPISODE21・EPISODE22。怪人体は額に黄色い一本角を持ち、襟元、両脛部には鎧を着用している。
元々はズ集団に所属していたが、ゲゲルに成功しメ集団入りする。性格は自信家で他者を見下していて、特にリント（人間）を馬鹿にしている。
口の中に先端が吸盤状になった長さ10数メートルの舌を隠し持っている。ゲゲル時はその舌を伸ばして獲物を吸い付け、瞬時に引き寄せることで獲物の口を塞いで窒息死させる。さらに全身の特殊な皮膚細胞が色彩を感知し、色素を変化させて周囲に同化させ自らの姿を消すことができる光学迷彩機能を持つ。しかし強い光を浴びてしまうと、約5分間、体色を変えられなくなってしまう弱点を持つ。
「舌から生まれた」と豪語するほど舌が滑らかなようで、ラジオ番組を聴くなどしただけで日本語での犯行予告やゲゲルの説明を出来るほど日本語を習得している。
2度目のゲゲルではゲゲルを楽しむためとゴ集団への昇格も視野に入れているためか、次の犯行現場を予告するという行動を取っている。
ゲゲルの犯行予告により中央プラザに駆け付けた一条刑事らにグロンギが殺人を犯す理由について、「ルールに従って如何にリントを殺すか」「最高のゲーム」「獲物を追い、狩りをする･･･それ以外に意味は無い」と滑らかな日本語で説明し警察を嘲りながら殺人をしていくも、科捜研が開発した特殊閃光弾スタングレネードを受け姿を消せなくなってしまい逃走。その最中にクウガと出会い交戦、自慢の舌で攻撃するが全て避けられてしまい肉弾戦で圧倒される。とどめを刺されそうになるが直前に姿を消す能力を回復し、再び姿を隠して逃走する。しかしペガサスフォームの発達した五感からは逃れられず、ゴウラムに掴まったクウガの上空からのブラストペガサスを受け爆死した。
- 怪人体のデザインは阿部卓也が担当した。装飾の詳細が指定された画稿と全身のデザインを組み合わせている。初期のデザインでは褌を締めていなかった。

その他の登場作品
『仮面ライダーディケイド』
ン・ガミオ・ゼダの黒煙で人間が変化した個体が登場。
漫画版『仮面ライダークウガ』
漫画版では、ゲゲル内容が異なる。詳しくは仮面ライダークウガ (漫画)#メ集団を参照。

メ・ガリマ・バ
未確認生命体第36号（B群6号）、カマキリ種怪人。メ集団のリーダー。人間体はノースリーブの白シャツに民族風のロングスカートを着用し、前髪に緑のメッシュが入った女性。専用武器はS字型の薙刀を思わせる双刃の大鎌。初登場はEPISODE7。ゲゲル実行はEPISODE23・EPISODE24。怪人体は緑色の体色に腰元には廻し、胸部、両肩部、両前腕部、足首には生体プロテクターを装着している。
「クウガと対等に戦えるのは私だけだ」と豪語するほど、プライド高く自信たっぷりな性格。ゴ集団に昇格することを望んでおり「メからゴになれるのは私だけ」と語り、ザジオに前述の大鎌を予め作らせ、受け取った際に「このゴ・ガリマ・バにふさわしい」と語る。以後まだゲゲルが成功していないうちから「ゴ・ガリマ・バ」を名乗る。
ゲゲルはゴ集団のゲリザギバス・ゲゲルの内容に則り、「総武線10時57分御茶ノ水駅発千葉行き電車4両目に乗って腰にぶら下げた特殊な香炉の匂いで4両目の乗客にマーキングを施し、18時間以内に乗車していた288人全員殺す」という条件付きのもの。殺し方はマーキングを施した対象を強力な嗅覚で追跡し、大鎌で首を切断。このターゲットに桜子も含まれていた。
ゲゲル実行時大鎌を帯刀していたため雄介に見つかり交戦。クウガとの初戦時にマイティフォームによって大鎌の半分を折られ、タイタンフォームによって鎌のもう半分がタイタンソードに変えられる。その後、トライゴウラムアタックを受けるが強靭な体で封印エネルギーをかき消して逃亡。どうにか傷が癒えた後、ラの2人に促され再び行動を開始する。ターゲットの一人であった桜子を見つけ追い詰めるが、クウガに阻まれて再戦。タイタンフォームと剣闘を行うも、新たに会得したライジングタイタンのライジングカラミティタイタンを食らい爆死した。
- 怪人体のデザインは飯田浩司が担当した。男の場合も考えられていた。髪の毛もあったが、メビオと重複するため、排除された。褌を付けていないデザインもある。

その他の登場作品
『てれびくん』
漫画版にも登場。この個体はタイタンフォームの生体装甲を切断している。
『仮面ライダーディケイド』
ン・ガミオ・ゼダの黒煙で人間が変化した個体が登場。
漫画版『仮面ライダークウガ』
漫画版では、人間体のときの名前としてサチと名乗る。詳しくは仮面ライダークウガ (漫画)#メ集団を参照。
関連キャラクター
サボテグロン
デザインとの共通点が指摘されている。

劇中未登場のメ集団
メ・アゴン・ギ
未確認生命体第15号、アンコウ種怪人。EPISODE8からEPISODE9の間の期間に出現したグロンギの1体。2000年2月28日にマイティフォームによって撃破される。

メ・アグリ・ダ
未確認生命体第16号、アリクイ種怪人。EPISODE8からEPISODE9の間の期間に出現したグロンギの1体。2000年3月3日にマイティフォームによって撃破される。

メ・イバエ・バ
未確認生命体第17号、ハエ種怪人。EPISODE8からEPISODE9の間の期間に出現したグロンギの1体。2000年3月6日にペガサスフォームによって撃破される。

メ・ガーゲ・レ
未確認生命体第18号、トカゲ種怪人。EPISODE8からEPISODE9の間の期間に出現したグロンギの1体。2000年3月10日にマイティフォームによって撃破される。

メ・ムガド・バ
未確認生命体第19号、ムカデ種怪人。EPISODE8からEPISODE9の間の期間に出現したグロンギの1体。2000年3月13日にドラゴンフォームによって撃破される。

メ・ゴリギ・バ
未確認生命体第20号、ゴキブリ種怪人。EPISODE8からEPISODE9の間の期間に出現したグロンギの1体。2000年3月16日にマイティフォームによって撃破される。

メ・ガエラ・レ
未確認生命体第27号、カエル種怪人。EPISODE20からEPISODE21までの間の期間に現れたグロンギの一体。2000年4月27日にドラゴンフォームによって撃破される。

メ・ゾエビ・ギ
未確認生命体第28号、エビ種怪人。EPISODE20からEPISODE21までの間の期間に現れたグロンギの一体。2000年5月2日にタイタンフォームによって撃破される。

メ・ウザー・ダ
未確認生命体第29号、ウサギ種怪人。EPISODE20からEPISODE21までの間の期間に現れたグロンギの一体。2000年5月9日にドラゴンフォームによって撃破される。

メ・デムド・バ
未確認生命体第30号、テントウムシ種怪人。EPISODE20からEPISODE21までの間の期間に現れたグロンギの一体。2000年5月15日にマイティフォームによって撃破される。

メ・ギネー・ダ
未確認生命体第32号、キツネ種怪人。EPISODE22からEPISODE23の間の期間に現れたグロンギの一体。2000年5月29日にマイティフォームによって撃破される。

メ・ゲグラ・ギ
未確認生命体第33号、クラゲ種怪人。EPISODE22からEPISODE23の間の期間に現れたグロンギの一体。2000年6月3日にタイタンフォームによって撃破される。

メ・ガベリ・グ
未確認生命体第34号、ペリカン種怪人。EPISODE22からEPISODE23の間の期間に現れたグロンギの一体。漫画版にのみ登場。2000年6月9日にマイティフォームによって撃破される。

メ・ジュウマ・ダ
未確認生命体第35号、シマウマ種怪人。EPISODE22からEPISODE23の間の期間に現れたグロンギの一体。2000年6月15日にマイティフォームによって撃破される。

### ゴ集団
ゴ・ブウロ・グ
未確認生命体第37号、フクロウ種怪人。人間体は翼のような飾りのついた革ジャケットに丸サングラス姿の読書を好むインテリ風の青年。専用武器は羽状の装飾品を変化させる吹き矢。初登場はEPISODE23。ゲゲル実行はEPISODE25・EPISODE26。怪人体は茶色の体色に胸元、両腕部、両肩部に網模様の装具を身に付け、手足の指先には鋭利な爪、背面には一際大きな翼を持つ。
ゲリザギバス・ゲゲルの自身に課した追加条件は「東京23区を五十音順に移動し、各区ごとに9人ずつ計207人殺す」。殺し方は推定高度400メートル上空から吹き矢の筒で体内で生成したペリットを固めた矢を対象の肩口目掛けて打ち出し、打ち込まれたペリットはその後対象の心臓の表面に数ミリの狂いもなくとどまり急性心筋梗塞を引き起こさせる。
飛行の際に特殊な超音波を発しない、ヘリコプターを超える時速約300キロメートルもの飛行スピードなど、ゴオマやバヂスより飛行能力に優れている。また上空から1ミリのズレもなく肩口を射抜く高い命中精度を持つ。
クウガとの初戦では痛覚も過敏になるライジングペガサスの特性を利用して吹き矢を連射して痛め付けるが、ライジングペガサスが放ったライジングブラストペガサスの一発が左翼に命中し、そのまま落下。しかし、封印エネルギーがゲドルードのゲブロンに届く前に翼を自ら引きちぎって逃走する。その約2時間後、愛読書のアルベール・カミュの全集や『戦争と平和』の原書を読みながら傷を癒す。
5時間で126人を殺害した後、すぐにクウガと再戦。ライジングペガサスのライジングブラストペガサスを何発も放たれ、回避しきれずに3発胴体に命中。空中で大爆散する。
- 怪人体のデザインは飯田浩司が担当した。当初は羽を頭につけた女怪人とされていたが、プロデューサーの指示でデザインし直された。

ゴ・ベミウ・ギ
未確認生命体第38号、ウミヘビ種怪人。人間体は鳳凰の刺繍が入った黒いチャイナドレスを着た長い黒髪の美女。自らを「ギン・ボン・ザブダダ（死のコンダクター）」と名乗る。専用武器は足首のアンクレットを変化させる零下150度の極低温を発生させる鞭。初登場はEPISODE25。ゲゲル実行はEPISODE27・EPISODE28。怪人体は腹部が蛇腹状で、海賊を思わせる青銅色の鎖付きの鉄兜を被り、そこから幾本ものドレッド・ヘアーが出ている。
ゲリザギバス・ゲゲルの自身に課した追加条件は「『革命のエチュード』の譜面に記された音階と同じ頭文字の水に関係した場所にて音符の長さに合わせた人数を、記された音符に合わせた人数だけ殺す」。殺し方は水中から極低温状態にした鞭の先端を標的の心臓付近に一瞬だけ叩き付け、極低温による急激な温度変化で急性心臓麻痺を引き起こさせる。
芸術家肌で実際ゲゲルの場所で完璧なピアノの演奏を行っている。
ダンスグループが使用していたラジカセから流れていたフレデリック・ショパンの「革命のエチュード」に興味を持ち、前述のその音階にちなんだゲゲルを行うことを決意する。ゲゲルの場所の一つである、みずさわウォーターパークでは、おやっさんやみのりとすれ違っている。「革命」の演奏を一条に聞かれたことで、ゲゲルの法則性に気付かれる。警察の対応策のプール閉鎖により、ソの音階に基づいて向かった祖師谷センタープールでゲゲルを行えなくなると、次は外浦海岸に向かいそこにいた若者たちを襲う。しかし五代と一条に割って入られ、クウガと交戦する。
鞭によってドラゴンロッドを凍結させて粉砕してクウガを追い詰めていくが、ライジングドラゴンとなったクウガのライジングスプラッシュドラゴンを受け、海に投げ飛ばされ海中にて大爆発する。
- デザインはPLEXが担当し、仕上げは竹内一恵が手掛けた。竹内がデザイン段階で受けた体色の指定は薄緑色であったため、当時の関連書籍ではこの色が決定稿とされており、現場処理で色の変更が行われていたとされているが、デザインでは実際のカラーリングが施されたものもある。ただし、手持ち武器も描かれているため、造形発注時の決定稿で、色変更は別途で色指定の画稿が起こされたものと思われる。人間体と怪人体の統一性をとるため、人間体を演じた伊藤の髪型に合わせて怪人体の頭部デザインが決定されている。

その他の登場作品
『仮面ライダーディケイド』
聖なるゲゲルで、ロッドを武器として実行しようとする。

ゴ・ガメゴ・レ
未確認生命体第39号、カメ種怪人。人間体は赤いネクタイを締め、ストライプの入ったダブルのスーツにボルサリーノ、白と黒のトゥトーン・シューズを着こなすギャンブラー風のやや細身の男性で、常に腕を組み、余裕の態度を崩すことが無い。専用武器は両手五指に装着された指輪状の装飾品を変化させる鎖鉄球。初登場はEPISODE25。ゲゲル実行はEPISODE29・EPISODE30。怪人体は元の細身の人間体とはかけ離れた屈強な体格をしている。腰元の褌に加え、胸元には背面の四隅から伸びる4本の鎖でつながれた六角形のレリーフを装着し、襟元には布、手首、および足首にはバンテージ、および同じく六角形のリングを巻き、背面には甲羅のような装飾品が存在。
ゲリザギバス・ゲゲルの自身に課した追加条件は「高層ビルの屋上からルーレットで出た色と数字で特定した犯行区画にアトランダムに54個の鉄球を連続発射し、72時間以内に路上にいる567人を殺す」。殺し方は隕石のように飛ばした鉄球による圧死。
ビルの屋上から腹這いで落下しても平然と動き回れるほどの防御力を持ち、ライジングカラミティタイタンにも耐えている。
ザザルとジャラジに手伝って貰いながらゲゲルを進める。警察により犯行区画が特定されクウガと交戦。ドラゴンフォーム・タイタンフォームとなったクウガに対し終始優勢であったが、ライジングカラミティタイタンによるダメージを癒すため退却する。その際に蝶野と接触し、無意識に気絶させている。そして回復を待つ間、ザザルとジャラジと共にポーカーに興じ、バルバに対しても「ケ・セラ・セラ（なるようになる）」と余裕を崩さなかった。
場所を変えてゲゲルを再開すると、クウガと再戦。自慢の鉄球でクウガを追い詰めるも一条の援護射撃により、指に付けていた全ての鉄球が撃ち落とされ肉弾戦になる。屋上から落とされると、トライゴウラムによって東京郊外の工場まで運ばれる。その場所でライジングマイティのライジングマイティキックを受けると、半径3キロメートルに及ぶ大爆発を起こす。
- 怪人体のデザインは青木哲也が担当した。襟巻きはカメの伸びる首をイメージしている。

ゴ・ジイノ・ダ
未確認生命体第40号、イノシシ種怪人。人間体の姿は不明。テレビ本編には未登場で、EPISODE30からEPISODE31の間の期間が描かれた小学館応募者全員サービスの『仮面ライダークウガ超ひみつビデオ「仮面ライダークウガVS剛力怪人ゴ・ジイノ・ダ」』に登場。怪人体は口元の牙と顎髭が目立ち、両肩部、両腕部、両脛部に鎧、腰元に褌を身に付けている。特に特殊能力は見られないが、武器としては刺股状の先端部が二股に分かれた槍を用いて強靭な腕力で投げ飛ばした敵を強靭な突進力で体当たりして圧死させる。
ゲゲルの制限時間、殺害人数も不明だが、練馬区内の某撮影所の人たちが標的と思われ、獲物を槍で突き殺したと思われる。撮影所内の照明を落としたスタジオに急行した雄介を闇討ちし、クウガマイティフォームに変身すると照明を点けて奇襲。槍を活かした攻撃で最初は優勢だったが、間合いを詰めた肉弾戦で徐々に劣勢になり、最後は胸部にマイティキックを受けて爆死する。
- 怪人体のデザインは飯田浩司が担当した。装飾部の細かな凹凸の指示出しがあったという。

ゴ・バダー・バ
未確認生命体第41号（B群8号）、バッタ種怪人。自らを「キョクギン・サキザザ（脅威のライダー）」と豪語するバイク乗り。自他共に認めるゴ集団屈指の実力者。人間体は深紅のマフラーに緑のジャケット、レザーパンツにエンジニアブーツでアフロヘアの男性で、片手でコイントスをする癖がある。劇中では語られないが、バヅーの双児の兄で、怪人体も姿自体は酷似しているが、体色は、バヅーが褐色だったのに対し、バダーは深緑色で、さらに両肩部と両手首にプロテクターを装着している。また、弟のバヅー同様に硝酸カリウムのガスを苦手とする。専用武器は愛用のオートバイ・バギブソンで、人間体の際に使用しているオートバイの始動キー差し込み口に肘の棘状の装飾品を差し込むことで形状変化が起きる。最高時速約400キロメートルものスピードを誇り、全ての点でトライチェイサー2000を凌駕する性能を持つ。第27話ではクウガのように左腕を斜め前にかかげるようなポーズを取り、変身していた。初登場はEPISODE21。ゲゲル実行はEPISODE31からEPISODE33。
ゲリザギバス・ゲゲルの自身に課した追加条件は「4時間以内に鋼の馬（オートバイ）に乗った99人を引きずり下ろし轢き殺す」。殺し方はオートバイ乗りを矢継ぎ早に襲い、オートバイから引きずり下ろしてオートバイで轢く。
ゴ集団の中でいち早く登場し、最初はクウガがゴオマにトドメをさそうとするときにオートバイで登場し阻止する。2回目はベミウのゲゲル時に五代とバイクチェイスする形で現れ、そこで正体を明かして小競り合いをする。
ゲゲルのプレイヤーの順番が回ると、順調に殺人を繰り返す。ゲゲルの最中クウガに出会うと、クウガを嘲りながらバイクチェイスをする。神奈川県の海岸でのバトルでは互いのバイクテクニックで互角の戦いを繰り広げ、両者ともに投げ出されると、自分の近くにあったトライチェイサー2000を強奪する。しかし、トライチェイサー2000が破損すると、「お前を殺すのは一番最後だ」の言葉を残し、バギブソンで立ち去る。
98人目を殺してすぐクウガとの3度目の交戦。ゴウラムに掴まったライジングペガサスの上空からのライジングブラストペガサスの連射を全て避け、猛スピードで振り切った。
警察の強化ガス弾を使用した誘導により厚木市内方面に向かわされた先に、ビートチェイサー2000を駆るクウガが現れ、4度目の交戦。壮絶なバイクチェイスで、クウガを引きずり降ろそうとするが、ビートチェイサー2000のスピードに敵わず引き離されてしまう。少し離れた先でキックの体制で待ち構えていたクウガを轢き殺そうとするが、ライジングマイティキックのカウンターを受けて、大爆発する。
- 怪人体のデザインは阿部卓也、バギブソンは鈴木和也が担当した。バヅーの再塗装が基本だが、マフラーや肩パーツをデザインし直しており、バヅーのときに実現できなかった仮面ライダーのオマージュをしている。マフラーはバヅーとは異なり、短くて赤いものとなっている。
- 髙寺は途中から登場して途中で倒されるビルゲニアのような強敵を意識したものであると語っている。
- 常用しているバイクはトライチェイサー2000のベース車と同じガスガス社のバンペーラであり、変形後のバギブソンのベース車も同じである。

その他の登場作品
漫画版『仮面ライダークウガ』
漫画版では、ズ・バツー・バのような服で登場。詳しくは仮面ライダークウガ (漫画)#ゴ集団を参照。

ゴ・ジャラジ・ダ
未確認生命体第42号、ヤマアラシ種怪人。人間体はノースリーブの黒いシャツ、白いパンツにスニーカーを身に付けたストリートファッション風の若者。爪を噛む、およびフィンガースナップをする癖がある。専用武器は首のネックレスの装飾品として付けた幾本の鉤針とダーツで、マシンガンのように投げつける。戦闘時とゲゲル時では針の形状が異なる。また、特殊能力として短い距離を瞬間移動出来る能力を持つ。初登場はEPISODE25。ゲゲル実行はEPISODE34・EPISODE35。怪人体は黒い体に頭部の白い針毛が目立ち、動物の骨などを装飾品として身に付けている。
ザザル曰く、用心深いジャラジはゲリザギバス・ゲゲルの追加条件を「緑川学園2年の男子生徒を12日で90人殺す」とし、脳内に微細な物質を仕込んで4日かけて死の宣告などで徹底的に精神的に追いこんで苦しむ様を楽しみ、金属片を巨大化・鉤状に変化させて脳を内部から傷つけて致命傷を与え、脳内出血による虚血性脳梗塞を引き起こさせることによって生徒たちを死に至らしめる方法で行った。
生徒たちに精神的な苦痛を徹底的に与えるために、葬儀に参列した生徒の前に姿を現したり、対象の別荘への無言電話、自身の影をちらつかせて恐怖を煽るなど、その手口は今までに見ないほど残忍かつ卑劣。追い詰められた後述の生田の母親に理由を問われた際には「君たち（リント）が苦しむほど楽しいから」と薄ら笑いを浮かべて答えている。その残虐で陰湿極まりない行為で多くの男子生徒たちを追い詰めていたため、雄介の怒りに触れることとなる。
自身のゲゲルが終盤に差し掛かる中で、鉤針を刺した生徒の一人がゲゲルの数にカウントされない自殺をしてしまったため、唯一接触していない転校生の生田 和也（）を狙う。箱根の別荘に現れるが、そこでクウガと交戦。しかし瞬間移動とフィンガースナップの音を駆使してドラゴンフォームを翻弄し、死角より鉤針を投げ飛ばしてクウガの動きを封じると退散する。その後、生田を保護した警察病院で警備する一条たち多数の警官を同じく瞬間移動とフィンガースナップの音を駆使して翻弄。その隙に保護され、眠っている生田の部屋に現れ近づくが、鉤針を仕込む寸前で駆け付けた雄介により阻止される。
その卑劣な手口に、変身した雄介は怒りが爆発。憎悪を滲ませるマイティフォームに血反吐を吐くほど何発も殴打される。そしてビートゴウラムで芦ノ湖畔まで運ばれると、ライジングタイタンに連続斬りを受けたあげく、倒れたところをライジングカラミティタイタンを突き立てられるという凄惨な最期を迎える。
- 怪人体のデザインは青木哲也が担当した。オーダーは「ジャニーズのような怪人」。小さな頭に、狭い肩幅、細い手足など少年の怪人ということとなっている。『ブレードランナー』のロイ・バティーや『謎の円盤UFO』のストレイカー長官をイメージした白髪となっており、派手にするため、ヤマアラシのようにツンツンした頭となっている。ヤマアラシのため、白黒のようにしている。
- ジャラジのスーツアクターを務める小倉はクウガに殴られたシーンでは実際に血まみれになったという。

その他の登場作品
『仮面ライダーディケイド』
「アマゾンの世界」に大ショッカーの一員として登場。

ゴ・ザザル・バ
未確認生命体第43号、サソリ種怪人。人間体は黒い革のミニスカートに大きく胸元を開けたインナーの上から紫の蛇柄ジャケットを羽織り、そして扇子を持ち、気怠そうな雰囲気をかもしだすロッカー風の若い女。専用武器はイヤリングを変形させた3本の爪。初登場はEPISODE25。ゲゲル実行はEPISODE36・EPISODE37・EPISODE38・EPISODE39。怪人体は黒いレオタード風の衣装、そして青銅製のような装飾品を着用し、サソリの尻尾を思わせる弁髪を垂らしている。
ゲリザギバス・ゲゲルの条件は「爪に塗ったマニキュアの色の順番で、同じ定めの色の動く箱（タクシーやエレベーターなど）にいる人間を殺す」。殺し方は実際に乗り込みその場にいる人を強酸性の溶解液で溶かす。
体中に人間の体組織の80パーセント以上を溶解するほどの王水以上の強酸性の体液がまわっており、それを3本の爪に流出させて戦うのが戦闘の主体。また、その体液自体は爪を突き立てるだけでなく、そのままでも垂れ続けるため、振り回すだけで飛び散るなど、危険な物である。さらにはライジングフォームでの必殺技に伴う強力な封印エネルギーでザザルが爆発四散した場合、それによって体液が広範囲に飛散し、周辺に危害が加わる恐れがあった。
最初はタクシー運転手ばかりを狙って、タクシーに乗車してゲゲルを進めていく。しかしゲゲルの途中でゴオマに邪魔され、怒り狂いゴオマと交戦。クウガが割って入ると即退散する。
警察の対応策により全面的にタクシー会社が営業を停止したため、タクシーに乗れなくなると、乗る箱を銀色のエレベーターや緑色の都バス・電車に切り替えるも、桜井のメモがキッカケで五代に法則性を気付かれそれらも対応される。ゲゲルが思うように進まないことにイライラしているところに雄介と相対し交戦。
クウガに溶解液をばらまきながら戦うも、ドラゴンフォームの動きに翻弄され、ドラゴンロッドにより鈎爪を外される。さらに警察の中和弾による援護射撃を受け、中和反応を起こして蒸気を体から出して苦しんでいるところに追撃のマイティキックを受ける。それでも気合いで封印エネルギーを霧散させるが、クウガのビートゴウラムによって警視庁が定めた爆破予定ポイントとなる都営地下鉄大江戸線の地下資材基地に連れていかれる。そこでライジングブラストペガサスを受け、爆発から逃れるために背を向けて撤退するクウガにその行動に対して悔しさを滲ませるように「死ぬもんか」「ナメんじゃねぇ！」「死ぬもんか！」と言葉を発するが、遂に耐えきれず爆死する。
- 怪人体のデザインは飯田浩司が担当した。衣装はジイノの女版という感じでデザインしている。

ゴ・ジャーザ・ギ
未確認生命体第44号（B群10号）、サメ種怪人。ゴ集団の中の最強3怪人の一人。人間体は黄色いネクタイを締め、ダークグリーンのパンツスーツに眼鏡をかけ、常に携帯につないだモバイル・パソコンを持ち歩いている落ち着いた口調のOL風の女性。初登場はEPISODE37。ゲゲル実行はEPISODE40・EPISODE41。
ゲリザギバス・ゲゲルの自身に課した追加条件は「5時間以内にネットの裏の噂のBBS上に予告した『空（旅客機）』と『海（遊覧船）』の2回で567人殺す」。殺し方は該当する名を持つ大型の乗り物に乗り込み、その場で怪人体となり逃げようとして一ヶ所に集まったリントを長くて鋭い銛状の武器で一気に貫いて虐殺する。
ゲリザギバス・ゲゲルのことはあくまで単なる通過点としか考えておらず、その先のザギバス・ゲゲルに備えて力を温存するため、抵抗力の弱いシルバーエイジツアーの老人客や子供の団体客を中心に狙うといった合理的かつ冷酷な考え方を持つ。
ネットにヒントを書き込んだ後乗客になりすましレインボー航空706便に乗り込み、乗客乗員のうち243名を殺す。その後海に飛び込み逃げていたところ、クウガに場所を特定される。しかしダグバに気をとられていた一瞬の隙を突き、銛を左肩に投げ込んでクウガの動きを封じ、変身解除まで追い込んだ挙げ句、上陸する。
次の標的である客船さんふらわあ（海に浮かぶ太陽）に向かうと、そこでクウガと交戦。最初は銛を投げ込みクウガに襲い掛かり、ライジングドラゴンのライジングスプラッシュドラゴンを受けるも、全く意に介さず封印エネルギーを霧散させると、剛力体へと変化し大剣でクウガに襲い掛かり、タイタンフォームをパワーで圧倒する。しかし、咄嗟の判断でその場の鉄パイプでもう一振りのライジングタイタンソードを装備したライジングタイタンの二刀流により攻撃を防ぐことが出来ず、ダブルライジングカラミティタイタンを受けると、クウガと共に太平洋上の海中に落ちそこで爆発する。
- 怪人体のデザインはいずれも青木哲也が担当した。当初はエイをモチーフとした女ではない怪人のため、エイの名残りが少し見られる。サメの特徴的なエラや大きな背ビレ、ギザギザの歯は装飾品で表現している。髪の毛のように後ろに垂らすことで、女性らしさを強調している。

ゴ・ジャーザ・ギ俊敏体
ジャーザの基本形態。専用武器は腰元の装飾品を変化させる銛状の武器で、防弾性に優れるライジングペガサスのショルダーブロッカーを刺し貫くほどの威力を誇る。目の色はオレンジで、体色は茶色。
海中を海上保安庁の巡視艦より素早く動くことが出来る。銛を投げ込むのが、戦闘の主体。
その他の登場作品
『仮面ライダーディケイド』
ン・ガミオ・ゼダの黒煙で人間が変化した個体が登場。「アギトの世界」にも写真のみ登場。
ゴ・ジャーザ・ギ剛力体
ジャーザが力に優れる形態に超変化した姿。専用武器は同じ腰の装飾品を変化させる鋭い大剣。
俊敏体よりさらに筋骨隆々となった姿。目と体の色は灰色。肩部には背鰭のように鋭く張り出し、鰭状のトゲが脚に生えている。タイタンフォームを凌駕するほどのパワーを誇る。

ゴ・バベル・ダ
未確認生命体第45号（B群12号）、バッファロー種怪人。ゴ集団の中の最強3怪人の一人。人間体は頭にバンダナ、首にネックレスを巻き、黒のジャケットに水牛を象ったバックルが付いたベルトを巻いたパンツを着用したロッカー風の長身の男性。初登場はEPISODE37。ゲゲル実行はEPISODE42。怪人体は茶色の体色に頭部、胸部、腰元、両脛部に青銅色の鉄兜と鎧を装着している。
ゲリザギバス・ゲゲルの自身に課した追加条件は「2日で4か所を襲い、閉鎖した空間内にいる682人を殺す」。殺し方は大型トラックなどで池袋駅地下街のショッピングモールの出入口を塞いで逃げ道を無くし、地下街にいる人間を格闘体のメリケンサックで殴り倒す。
4回のゲゲルで計682人を殺害し地上に現れたところに、クウガと警察に遭遇しクウガと交戦。頬にクウガのパンチを受け「確かに今度のクウガは、骨があるな」「これだけ強い拳があれば、たくさんの獲物を殺せるだろう」と挑発めいてはいるものの、グロンギなりの誉め言葉を送っている。圧倒的な耐久力でクウガのマイティキックを耐えて、剛力体となりさらにクウガを痛め付けた。とどめを刺そうとする瞬間に一条の筋肉弛緩弾による援護射撃を受け、動きが鈍ったところをクウガのビートゴウラムによって、埼玉県内の造成地に連れていかれる。そこでライジングビートゴウラムアタックを受け爆死する。
- 怪人体のデザインはいずれも飯田浩司が担当した。

ゴ・バベル・ダ格闘体
バベルの基本形態。専用武器は爪付きのメリケンサック。目、およびリストバングルの色はオレンジで、体色は茶色。
この状態でも、ビートチェイサー2000の突撃を真っ正面から受け、マイティキックの封印エネルギーを余裕で霧散させる力を持つ。
その他の登場作品
『仮面ライダーディケイド』
聖なるゲゲルを実行するが、ディケイドのディメンションキックを受け、爆死する。また、ン・ガミオ・ゼダの黒煙で人間が変化した個体が登場。
ゴ・バベル・ダ剛力体
バベルが力に優れる形態に超変化した姿。目、およびリストバングルの色は紫。専用武器は胸部の装飾品を変化させる両端にスパイクを備えたスレッジハンマー。
肌の色が濃いブロンズになり、両肩部の筋肉はより発達して鋭いカギ角が生え、さらにパワーが上がった姿。そのパワーで振り回されるハンマーは、タイタンフォームの生体鎧にめり込むほどの威力を発揮する。

ゴ・ガドル・バ
未確認生命体第46号（B群11号）、カブトムシ種怪人。ゴ集団の中の最強3怪人の一人で、ゴ集団のリーダー。人間体は終始無表情を貫く黒い軍服姿の威圧感漂う寡黙な男。自ら「破壊のカリスマ（ザバギン・バシグラ）」と豪語する、グロンギの最上位階級に当たるゴ集団の頂点に相応しい実力者。初登場はEPISODE25。ゲゲル実行はEPISODE43・44・45・46。怪人体は全身の各所が鎧のような外骨格に覆われ、その隙間からは体毛が伸びており、ゲドルードと胸元のものを除き、衣服や装飾品は身に付けていない。額には角があり、複眼と両手甲の宝玉の色は、後述の形態変化毎に変色する。
派生形態と胸元の小さな装飾品を超変化する形態に合わせた武器を使いこなし、発電所で一か月にわたって莫大な電力を自らの魔石に吸収することで新形態を1つ増やした。カブトムシの特性による強固な外骨格は耐久力に優れ、神経断裂弾やクウガのライジングマイティキックさえも耐えることが出来る。
ゲリザギバス・ゲゲルの自身に課した追加条件は「リントの戦士（男性警察官）のみを警察署内で殺害する」。これは強者との戦いを望み、自らに課したものである。西多摩警察署を襲撃し、男性警察官108人を10分足らずで殺害したが、このゲゲルはドルドがバグンダダを破壊されて無効となる。
クウガとの1度目の対決はその圧倒的な力を見せつけてクウガを追い詰め、新しい力である電撃体に変身して瀕死に追いやる。
神経断裂弾を撃たれても、動きを一時的に止められただけで、一条を追い詰めるが、新たな力を得たクウガとの2度目の対決でアメイジングマイティキックと自身のゼンゲビ・ビブブを打ち合う。クウガよりも先に立ち上がるが、腹部に打ち込まれた強力な封印エネルギーに耐えられず、大きな火柱をあげて爆死した。
- 怪人体のデザインはいずれも青木哲也が担当した。モチーフは日本のカブトムシ。バダーが仮面ライダー1号のオマージュとしているため、こちらは仮面ライダーストロンガーのオマージュとしている。粘土原型はレインボー造形ではなく、髙寺自身が手を入れているため、デザイン画と最終的なスーツの仕上がりには少し差がある。

ゴ・ガドル・バ格闘体
ガドルの基本形態。複眼と手甲の宝玉の色がオレンジ色で、素手による格闘戦を得意としゴオマ強化体を退けた。
ゴ・ガドル・バ俊敏体
ガドルが速さに優れる形態に超変化した姿。専用武器は両端にカブトムシの角状の爪を備えたロッド状の武器。複眼と手甲の宝玉の色が青色で、瞬発力と跳躍力に優れる。俊敏さに優れるドルドと互角以上の激闘を展開した。
ゴ・ガドル・バ射撃体
ガドルが射撃を得意とする形態に超変化した姿。専用武器は空気弾を撃つ弓・ガドルボウガン。クウガのペガサスボウガンと同等の威力を持つが、着弾後、爆発や衝撃を起こすほどの高威力を誇る。複眼と手甲の宝玉の色が緑色で、視覚・嗅覚・聴覚が強化され、遠距離戦に優れる。
ゴ・ガドル・バ剛力体
ガドルが怪力を誇る形態に超変化した姿。専用武器は大剣。複眼と手甲の宝玉の色が紫色で、筋力が強化される。カラミティタイタンを受けても微動だにすることなく、腹部に刺さった状態のままタイタンソードを自分の大剣に変化させた。そのままタイタンフォームの生体鎧を切り裂き、追い詰めるほど攻め立てた。また、ライジングマイティキックに対しても半歩下がる程度で、全く意に介さなかった。
ゴ・ガドル・バ電撃体
発電所から吸収した電気エネルギーによって全能力が強化されたガドルの派生形態。胴体と複眼、手甲の宝玉の色が金色。左右の側頭部から角が2本鋭く伸び、首周りの体毛が長くなる。自らの武器も金の力で強化変形させることが可能。ライジングフォームと異なり、各種武器を形成するのに各種形態に応じた形態への変化を必要とはしない模様。ドリルのような高速回転を加えた両脚蹴り、ゼンゲビ・ビブブ（電撃キック）でクウガに瀕死の重傷を負わせる。
その他の登場作品
『劇場版 仮面ライダーディケイド オールライダー対大ショッカー』
大ショッカーの一員として電撃体が登場。

### ヌ集団
ヌ・ザジオ・レ
未確認生命体B群14号、サンショウウオ種怪人。「いいよう（ギギジョグ）」が口癖。劇中ではその確かな怪人体は確認されておらず、人間体は右掌にサンショウウオのタトゥがあり、サングラスをかけ、バルバのゲゲルリングを一回り小さくしたイヤリングを付けており、暗いところに佇む黒服の初老の男。
主にグゼパ（ゲゲルの被害者の数を数える腕輪）やバグンダダ、各怪人が使う武器の作成、あるいはバギブソン（ゴ・バダー・バのバイク）のメンテナンスまで、裏方の仕事を担当する武器係。
ダグバが動き出すと、ダグバのゲドルード修復に着手。ザジオもベ、ズ集団同様にゲゲルの参加資格はなく、ジャーザのゲゲル中に、ゲドルード修復が終了した後、ダグバによって「整理」された。
- 元々、グロンギのボス的な立場という設定だったが、後に職人的立場として重要な存在に改変されたバルバのように再設定された。また、怪人体デザイン案もあったようだが、劇中で登場することはなかった。

### 階級

#### プレイヤー階級
ゲゲルに参加資格を有する階級集団。すべてのグロンギが参加資格があるわけではなく、各集団の実力者が参加資格を有する。
ズの集団
リーダーはズ・ザイン・ダ。最下層の集団で血の気が多くかなり好戦的。バックルの色は赤銅色。服装はやや派手なものもあるがさほど目立たない程度。ただし、日本語はあまり上手くないため話さないか片言程度。武器は使用せずに己の肉体のみで闘う。勝手をする者も多く、グムンやゴオマのようにゲゲル以外の殺人を行う者もいる。

メの集団
リーダーはメ・ガリマ・バ。中級集団でバックルの色は黒ずんだ銀。日本語をある程度話せるが第一言語を話すことが多い。ズ集団に比べて多少は落ち着いた性格だが、服装は少々派手な装飾が目立つ者もいる。装飾などの武器は使用しないが、毒や起爆性体液、透明化など自身の能力を武器として使用する。

ゴの集団
リーダーはゴ・ガドル・バ。上級集団でバックルの色は黒鉄色。構成メンバーは10人と非常に少ない。ゲゲルを勝ち抜いた実力者で言うなれば上位ランカーの集団である。「ゲリザギバス・ゲゲル」への参加資格を持ち、身につけている装飾品から武器を生成する能力や、クウガ同様形態変化をする個体もいる。使用言語は仲間内でさえグロンギ語より日本語のほうが多く、インターネットなど人間のメディアも利用している。服装も人間界でまったく目立たないと言っていいほど溶け込む服装である。ズやメと比べて非常に落ち着いた性格で余裕すら感じるが、その殺意はズやメ以上に研ぎ澄まされており、殺害数や殺害方法は前二つの集団と比べても桁違いである。ゲゲル開始時に殺害条件などを掲示する際にグロンギ文字を記した金色のカードを利用する。
- 初期設定案では、ゴ集団より上位のジャ集団も存在していた。だが、統合されて形態変化能力を持つガドル、ジャーザ、バベルの3体がゴ集団の中の最強3怪人と位置付けられた。

#### 非プレイヤー階級
ゲゲルに参加できないが裏方として、ゲゲルの運営を担当。ラ・ドルド・グはゴ・ガドル・バと互角に戦った。
ラの集団
ゲゲルの進行や監視などを行う審判的な立場の集団。ゴの集団と同等かそれ以上の立場にある特殊な存在で、彼らと対等の戦闘能力を持つ作中では2体のみ。

ヌの集団
ゲゲルの必要な道具や武器を修復・製作する集団。作中ではザジオ1体のみ。

ベの集団
最下級の集団。ゲゲルの参加資格は有していたが、ズの勝手な行動でゲゲル参加権を剥奪され、物語終盤まで作中での動向が描かれないままズ集団とともにダグバに殺された。キャラクターショーなどではベ・ジミン・バが登場。

### ゲゲル
定められた期間内に定められた人数の人間を殺すゲーム。ズ集団のゲゲルではバルバが制限時間と人数を定め、メ集団では自己申告で目標を決め、一定の殺害数カウント後の中間報告が義務付けられている。一度にゲゲルを行うムセギジャジャ（プレイヤー）は1名のみで、ムセギジャジャ（プレイヤー）以外のグロンギはゲゲル中は殺人を禁じられており、開始前に殺人を行った者や他のプレイヤーのゲゲル中に殺人を行った者は参加資格を永遠に剥奪されてしまう。ゲゲルの進行によっては下位集団のゲゲルが停止させられる場合もあり、それに不満を覚えた者が暴走・反抗に出たこともある。
殺害人数のカウントは、ドドゾ（ボード）とグゼパ（腕輪）でそれぞれ行う。ドドゾが警察に押収されてからは、バグンダダが代用されている。
ゲゲルに成功した者は上位ランクに昇格する。劇中ではガルメがズ集団からメ集団に昇格。

### ゲリザギバス・ゲゲル
ゴ集団が行うゲゲルで、意味は「セミファイナル・ゲーム（超古代語対訳版では黒き闇のゲーム）」。メ集団壊滅から1ヵ月後に開始された。通常のゲゲルと異なり、殺害方法に武器の使用が義務付けられ、各々が定めた条件を満たす相手だけを殺す。殺害人数のカウントも本人ではなくドルドが行う。
ゲリザギバス・ゲゲルに成功すれば、ダグバと1対1で戦うザギバス・ゲゲルに臨み、ダグバを倒せば彼の変身ベルトを受け継いで強大な力を手に入れ、「究極の闇」とよばれるリントの大量虐殺を実行する。

### アイテム
皮紙
グロンギがグロンギ文字や紋章を記入し、記録やコミュニケーションなどに使用する道具。劇中では、巻物状のズおよびメの怪人の紋章一覧表や、ガドルが殺害方法を表示した掌大のもの、ダグバやバルバの紋章と狼のような紋章が記入されたものなどが登場。

グゼパ
ゲゲルのプレイヤー自身が、ゲゲル進行中に殺害した人数をカウントするために使用する蛇を模した腕輪。別名「カウンターブレス」。桁の上昇に対応するため、複数個存在する。手首に装着し、9個付いている勾玉をスライドさせてカウントする。これを元に、中間報告として記録した数をドドゾに記入する。
EPISODE5からEPISODE24のズおよびメのゲゲルで使用された。基本的に人間体・怪人体双方の手首に装着されている。これを紛失すると、ゲゲルはやり直しとなる。ゲリザギバス・ゲゲルでは、ルールにより使用されなくなった。

ドドゾ
ゲゲルの際に数を表示するためのホワイトボード。ゲゲル開始前に目標数を、ゲゲル途中には中間報告として殺害した人数を記入する。EPISODE5からEPISODE10までのズおよびメのゲゲルで使用されたが、警察にアジトを攻撃・突入された際に押収されてしまった。

バグンダダ
ゲゲルの際に数を表示・カウントする算盤。グロンギの紋章に赤珠と黄珠を備える2つ分の算盤を合わせた形状で、赤珠がゲゲルで殺害した人数、黄珠が目標数を示す。使用の際は、使用者側から見て赤珠側が左に来るように保持する。ゲリザギバス・ゲゲルでは、ゲゲル開始前にプレイヤーの目標数と制限時間を決め、目標数を黄珠で表してから行う。ゲゲル進行中はドルドがゲゲルの現場にバグンダダを携帯して立会い、赤珠で殺害した人数をカウントする。EPISODE12でザジオが完成させ、押収されたドドゾの代用品として開始時の目標数を表示するのに使われた。EPISODE25以降のゲリザギバス・ゲゲルでは、ドルドが使用するようになったが、EPISODE45でのガドルのゲゲルの最中に一条の銃撃で破壊され、ゲゲルは仕切り直しとなった。

### デザイン・造型
グロンギの人間体は、予算の都合からスーツでのアクションを減らすために考案された。その一方で、怪人のスーツはアップ用とアクション用の2種類が用意されている。
ハイビジョン撮影ではスーツの材質や造りがそのまま映ってしまうため、従来とは異なる工夫がなされた。スーツにはゴム素材を用いており、スーツをスーツアクターに密着させることでしわをなくすため造型時には毎回スーツアクターのフィッティングを行っていた。腰布などの衣装は股関節などのシワになりやすい部分を隠すためにデザインされ、次作『仮面ライダーアギト』のアンノウンでも引き継がれている。
日中や屋内の撮影でも筋肉の隆起などのコントラストを強調するため、着色したラテックスを重ね塗りして陰影を表現している。

## 設定
ポレポレ
文京区小日向5丁目15番地5号に店舗を構える、「オリエンタルな味と香りの店」を謳い文句とする住居一体の洋食屋兼喫茶店。玉三郎の自宅でもあり、2階には雄介が居候している。
ポレポレカレーやその日の玉三郎の気分によって味が変わるファジーメニューなどをはじめ、玉三郎や雄介の個性的な創作料理がメニューとなっている。玉三郎の他にも、雄介や上京した奈々がアルバイトとして勤務し、繁忙時には桜子やみのりも無償で手伝うことが多い。
EPISODE3・4では雄介も玉三郎も留守で休業していたが、EPISODE5から営業を再開。しかし、EPISODE27での雄介の言によると、交通機関を用いてまで来店する遠方からの常連客もグロンギの影響で減っている。

わかば保育園
みのりと恵子が保育士を務める、豊島区内にある保育所。ここの人気者である雄介もしばしば訪ね、園児たちと触れ合い、特技を披露している。

未確認生命体関連事件特別合同捜査本部
広域指定されたグロンギによる事件を解決に導くため、EPISODE5から警視庁本庁内に設立された捜査本部。本部長の松倉を筆頭に、警視庁捜査一課の叩き上げの刑事たちや、長野県警から合流した一条が主要捜査員として所属し、彼らの現場を望見や多数の警官たちがサポートする。
科警研・SAT・県警・関東医大病院・海上保安庁・城南大学など様々な組織・団体と連携し、数多くの銃火器や特殊機器などの通常の警察装備を上回る特別装備も新開発され使用された。
前述の通り、クウガに対して当初は「未確認生命体第2号」や「未確認生命体第4号」と呼称し、グロンギ同様に危険視していた。だが、一条の報告と幾多の戦いの中で「味方」として徐々に信頼し、EPISODE33でクウガの正体を知ってからは本格的な協力体制を取り始め、雄介も協力者として事件現場に直接参加。
ダグバの死亡を確認してから3ヵ月後の4月27日付で解散、メンバーも以前の部署に戻っていった。
銃器類・特殊装備、警察犬
コルト・パイソン357マグナム6インチ
EPISODE7からグロンギ捜査員に未確認生命体鎮圧用として支給された主武装である.357口径のコルト社製大型回転式拳銃。劇中では主に一条と杉田が使用。
一条たちがペガサスフォームの力と武器を使うクウガに、貸与する拳銃も主にこの銃である。
レミントンM700
EPISODE2で一条が使用したライフル。
高性能ライフル
EPISODE14以降、多くの戦いで一条に使用されたボルトアクションのライフル。
未確認生命体鎮圧用特殊ガス弾
かつてバヅーが清掃工場からの排煙に拒否反応を示したことを受けてグロンギが排煙に弱いと科警研の付属鑑定所にて推定・開発された、上下の安全装置を捻り、解除して投げつけることで爆発し、排煙の主成分である硝酸カリウムを含有するガスを噴射する手投げ弾。EPISODE10でグロンギが潜伏していた倉庫への攻撃に使用された。使用の際には専用の防護服を着用する。
特殊ガスプラスチック弾
特殊ガス弾の弾丸仕様版。ガスの成分を200倍に濃縮して充填されている。敵の体内で炸裂すると、毒性成分が皮下組織に急速に浸透、細胞を破壊する。致命的なダメージは与えられないが、これによって一時的に敵の活動を停止させる効果はある。EPISODE13以降、数回使用された。
音波探知機
長野気象台がゴオマが発していた超音波を偶然受信していたのをきっかけに科警研が製作した。バチス戦で導入され、バチスを発見した。
ミカド号
一か月半に亘る対未確認生命体用の特殊な追跡訓練で、その特殊なフェロモンに対しての嫌悪からかなりの抵抗を示していた31頭の警察犬の中で唯一そのフェロモンを嗅ぎ分け、追跡が可能となった対未確認生命体用警察犬であるシェパード犬。ザインの体臭を嗅ぎつけ、それを元に品川区八潮市のグロンギたちが潜伏するアジトである倉庫の発見に貢献する。その後、再びザインの体臭を嗅ぎつけ、追いつくものの、そのザインに襲われ殉職。
特殊閃光弾スタングレネード
EPISODE22でガルメの光学迷彩機能を無効化させるべくSATが使用した手榴弾状の武器。爆発によって放たれる閃光が、約5分間ガルメの皮膚の変化を封じる。
超高圧ライフル
EPISODE33以降、桜井やSAT狙撃隊員たち、一条が使用した強化型超高圧弾対応の特注大型ライフル。威力の大きさに比例して反動も凄まじく、剛性は相当高い。
- デザインはプレックスが担当。

強化型ガス弾
弟のバヅーと同じく、硝酸カリウムを主成分とするガスを苦手とするバダーに対しての誘導に使用された特殊ガスプラスチック弾の改良型。
中和弾
EPISODE39で使用したザザルの強酸性体液用の中和剤を弾丸状にしたもの。
超音波発生装置
EPISODE39でゴオマを攪乱させた試作段階の装置。デスクトップと接続して使用。
筋肉弛緩弾
EPISODE42でバベルを弱体化させた全身の筋肉を弛緩させ、動きを封じる特殊な薬剤が弾頭内に充填された弾丸。
マーキング弾
ナノテクノロジーで開発され、血管の内径よりも小さな超微細発信器が20個分も搭載された弾丸。EPISODE45で一条がドルドの体内に撃ち込んだ。
神経断裂弾
撃ち込んだ弾丸が体内で連鎖的に爆破することで、グロンギの驚異的な回復力の源である体組織の神経を破壊し、ダメージを与える弾丸。炸裂の間隔は0.3秒以内が理想だが、火薬の配分比が難しく、開発にはかなり難航していた。EPISODE46で杉田と桜井がドルドに、一条がガドルに撃ち込んだ。ガドルには致命傷を与えられなかったが、ガドルに匹敵するドルドを倒してしまうほど強力な武器で、クウガと異なりそのまま死亡させる。
のちに対ダグバ用に強化型神経断裂弾が量産配備され、EPISODE48で一条がバルバに撃ち込んで倒した（ただし、弾丸は貫通している）。
この他にも、パトカーや護送車、TRCS2000Aといった警察車両は勿論、人工血液を搭載したボート、ヘリコプターなど様々な乗物も戦力として行使する。

城南大学考古学研究室
桜子とジャンが籍を置く研究室。長野県の信濃大学考古学研究室と合同で九郎ヶ岳遺跡を調査し、未確認生命体事件発生以降は、桜子がリント文字解読に、ジャンがゴウラムの調査研究で警察に協力した。
雄介や榎田も城南大学の卒業生で雄介は桜子と同窓生、榎田は理工学部出身である。彼らの話によると「熱い」人と言われている本郷教授が共通の恩師らしい。

リント
超古代の先住民族で、争いを好まない友好的な民族だが、霊石・アマダムを宿したアークルやゴウラムといった戦士・クウガのための装備を生み出した。
グロンギからはゲゲルの殺人対象とされ命を狙われていたが、当時のクウガによってグロンギが封印されたため、絶滅を免れた。闘争を知らず、グロンギを殲滅せず封印にとどめた。
現代人はリントの末裔であり、グロンギは現代人をも「リント」と呼称し、日本語も「リントの言葉」と認識している。
リントの使用していた超古代文字「リント文字」は九郎ヶ岳遺跡やクウガの身体や装備などに刻まれている。表音文字と表意文字の2種類がある。

## キャスト
世間ではヒーロー像の固定観念ができあがっており、オーディション出場者の多くが、何かにつけて「ゴルゴムの仕業だ！」と力んでいた『仮面ライダーBLACK』の南光太郎のように大仰な芝居をしたため、主人公の五代雄介役の選出は難航した。その中で、最後のオーディションに出たオダギリジョーはまさにハマリ役だった。オダギリはイメージや価値観が凝り固まった特撮ヒーロー作品に強い抵抗感を抱いていたが、それを隠そうとしない裏表のなさがむしろ五代役に最適と判断された。オーディション終了後もオダギリは出演を断るつもりでいたが、プロデューサーの髙寺に「あの仮面ライダーではなく、むしろ違うものにしたいと思っているから、力を貸してほしい」と説得されて、引き受けることにしたという。
元々は、葛山が五代役をやる予定であったが、一条のキャラクター設定を読んだ葛山が一条に惚れ込んだことで、一条役に変更となった。
オダギリと一条を演じる葛山の人気は男性アイドル雑誌にも露出するなど異例の注目を集め、「イケメンヒーロー」と呼ばれる、従来特撮に関心がなかった層を新たに取り込んだムーブメントを生み出した。

### レギュラー・準レギュラー
- 五代雄介 - オダギリジョー
- 一条薫 - 葛山信吾
- 沢渡桜子 - 村田和美
- おやっさん[注釈 52] - きたろう (5 - 16,18 - 30,32 - 49)
- 榎田ひかり - 水島かおり (7 - 9,15,16,18 - 22,24,26,27,29,32 - 34,37,39 - 44,47,49)
- 五代みのり - 葵若菜 (3,6,9 - 11,16,18 - 20,22,24,26 - 28,31 - 39,43,45,47 - 49)
- 椿秀一 - 大塚よしたか (5,6,8,13,14,18 - 20,23,24,27 - 30,34,35,37,42,44 - 47,49)
- ジャン - セルジュ・ヴァシロフ (5,7 - 9,11,13 - 16,20 - 24,28 - 30,34,35,37,42,44 - 47,49)
- 朝日奈奈々[注釈 6] - 水原詩生 (9 - 14,18 - 30,32 - 49)
- 夏目実加 - 竹島由夏 (2,7,8,11,13,14,29,30,42,43)
- 松倉本部長 - 石山雄大 (5,6,9,13,15,16,21 - 25,29,32,33,38,40,41,44,47 - 49)
- 杉田守道 - 松山鷹志 (3 - 7,9 - 13,15,16,18,19,21,23 - 28,30,32 - 41,43 - 49)
- 桜井剛 - 米山信之 (3,4,9,10,13 - 16,18,19,21 - 28,30 - 41,44 - 49)
- 笹山望見 - 田中恵理 (7,9,10,13,15,16,19,21,22,24,26,27,29,32 - 34,37,39 - 44,47 - 49)
- 神崎昭二 - 井上高志 (11,12,25,26,39,47,49)
- 元城恵子 - 岡田理江 (9,18 - 20,27,28,34,35,45,47,49)
- 榎田篤子 - 中真千子 (9,21,22,40,44.46)
- 榎田冴 - 新穂健太郎 (9,22,44,46,49)
- 社広之 - 鎌田雄太郎 (9,10,19,34,35,48)
- 寺島周斗 - 高木智晃 (9,10,34,35,48)
- バラのタトゥの女[注釈 53] - 七森美江（3 - 48）
- ズ・ゴオマ・グ[注釈 54] - 藤王みつる（2 - 16.18 - 21,23,25,27,29 - 32,34,36 - 39）
- ズ・バヅー・バ（3 - 6）、ゴ・バダー・バ（22,23,25,27 - 29,31 - 33） - 小川信行
- ズ・ザイン・ダ - 野上彰 (3,4,6,7,9 - 12)
- メ・ガルメ・レ - 森雅晴 (3,4,6,7,9,10,13,14,17,18,20 - 22)
- メ・ビラン・ギ - 大橋寛展 (7 - 14)
- メ・ガリマ・バ - 山口涼子 (7 - 11,13,14,18 - 24）
- ゴ・ガドル・バ - 軍司眞人（25,27,29,31 - 35,37 - 46)
- ゴ・ザザル・バ - 朝倉ちあき（25,29,30 - 39)
- ゴ・ジャラジ・ダ - 大川征義（25,29,30 - 35）
- ゴ・ジャーザ・ギ - あらいすみれ (37 - 41)
- ゴ・バベル・ダ - 桜井顕生 (37 - 42)
- ヌ・ザジオ・レ - 高月忠 (12,21,22,31,37,39 - 41)
- ラ・ドルド・グ - 婆裟羅天明（23 - 29,31 - 33,35.37 - 39,41 - 46）
- ン・ダグバ・ゼバ - 浦井健治（40 - 48）

### 主なゲスト出演者
- 看護婦 - 真坂吏子
- 園児 - 藤松祥子、永井杏、阿部涼夏
- 亀山鶴丸[注釈 54] - 西手勝秋 (1 - 4,11,14,21,34,38)
- 夏目幸吉教授[注釈 54] - 久保酎吉（1,8）
- 県警捜索隊員[注釈 54] - 松田重治（1）
- 古代の戦士[注釈 54] - 富永研司（1）[90]
- 警官[91][注釈 54] - 富永研司（1）
- 海老沢[注釈 54] - 森富士夫 (2 - 4,21)
- 夏目倫子 - 坂本万里子（2,7,8）
- 母親[56][注釈 54] - 船田めぐみ（2）
- 娘[56][注釈 54] - 新穂えりか[注釈 55]（2）
- 鯨井県警本部長 - 菅野達也（3,4）
- 多湖 - 山本東
- ライターの男[注釈 56] - 高岡良平（5）
- ホームレス - 千田義正（5）
- 柏原仁、警察官（5） - 菊池隆志 (16,18,23,30,32,33,36,37,44,45)
- 西園寺公任 - 山本圭壱（極楽とんぼ）（7）
- 夏目実加（幼少時） - 佐久間李奈（8）
- ポレポレの客[66][注釈 54] - 大島康嗣（8）
- 柴崎要 - 石川貴博（9,10）
- ポレポレの客[67][注釈 54] - 村山桂、青柳夕子（9）
- 釈節男 - 東地宏樹（11, 25）
- 稲森麗子 - 佐野和美 (13)
- 蝶野潤一 - 内田大介 (13,14,29,30)
- 3人組の釣り人 - 神谷秀澄、田中輝彦、浜田大介（13,20,35）
- トラックで襲われる女性 - 谷村鹿子、荒井瞳、茂木かをり（15）
- 一条民子 - 東山明美（15,16）
- ポレポレの客[67][注釈 54] - 清水祐美（16）
- 老人 - 依田英助
- 椎名純一 - 畠山真 (21 - 23,29,30,32,33,43 - 45)
- 霧島拓 - 木村貴登（25,26）
- ポレポレの客[93][67][注釈 54] - 鈴村展弘、大寶学（27）
- 元城俊一[93][注釈 54] - 西平敦郎（27）
- アナウンサー - 寺崎貴司（31）
- ライダーの男[91][注釈 54] - 富永研司（31）
- ライダーの女 - 橋本恵子（32）
- 須山可奈子 - 三野友華子 (34,35,38,39)
- 司会者 - 佐々木正洋（35）
- アナウンサー - 大下容子（35）
- 間宮正彦 - 小山裕達（42,43）
- 桂木刑事 - 磯部勉（43）
- 蟻川誠一 - 山本勝（43）
- 幕張署刑事 - 浅倉つとむ、武智健二、舟田走、石垣広文、横山一敏（43）
- ポレポレの客 - 藤王みつる、森雅晴、野上彰、大橋寛展、飯島美穂、森安信一[67]（46.5）
- ポレポレの客[67][注釈 54] - 荒川稔久（49）

- ズ・メビオ・ダ - 白鳥智香子（3）[注釈 57]
- メ・バヂス・バ - 河合秀（7,8）
- メ・ガドラ・ダ - 西川義郎（17）
- メ・ギイガ・ギ - 白井雅士（9,10）
- メ・ギャリド・ギ - 石橋直（14 - 16）
- メ・ギノガ・デ - 青山雄（18,19）
- ゴ・ブウロ・グ - 高尾晃市（23,25,26）
- ゴ・ベミウ・ギ - 伊藤聖子（25,27,28）
- ゴ・ガメゴ・レ - 酒井一圭（25,28 - 30）

### 声の出演
- ナレーション - 立木文彦（49をのぞく）[注釈 58]
- ラジオDJ - 諏訪部順一（6,15,16,23,24）
- トライチェイサー2000取扱説明VTRナレーション - 緒方文興（3）
- ン・ダグバ・ゼバ - 夏井貴浩（1）[注釈 59]
- ズ・グムン・バ - 坂口哲夫（1,2）
- ズ・メビオ・ダ - 西條久美子（3,4）

### スーツアクター
スーパー戦隊シリーズでアクション監督を務めていた竹田道弘は、第1話・第2話で福沢博文が担当したズ・グムン・バの演技を高く評価しており、そのことが翌年『百獣戦隊ガオレンジャー』での福沢のガオレッド起用につながった。
- 仮面ライダークウガ[95] - 富永研司
- 仮面ライダークウガ（トライアルアクション）[96] - 成田匠
- グロンギ怪人[97][注釈 60] - 福沢博文[102]
- グロンギ怪人[注釈 61] - 伊藤慎[103]
- ゴ・ザザル・バ[104] - 蜂須賀昭二
- ゴ・ジャラジ・ダ[82][105] - 小倉敏博
- ゴ・バダー・バ（トライアルアクション）[91][106] - 成田亮
- その他 - 中川素州[107]

## スタッフ
プロデューサーの髙寺と付き合いが長いということで荒川稔久が前番組から続投、メインライターになり、前述のとおり井上敏樹がサブとして参加した。また髙寺の知己で、特撮雑誌『宇宙船』の編集者であり、また『TVチャンピオン』「TVヒーロー王選手権」の連続王者でもあった大石真司が文芸担当として迎えられ、緻密なヒーロー像やストーリーラインを構築した。
他にも、当時はまだ武蔵野美術大学の学生だった阿部卓也が企画検討段階からデザイナーとして抜擢されるなど、斬新なスタッフワークが採られた。阿部は完璧な意味を持つ古代文字を構築した他、グロンギ怪人のベースデザインを作った。阿部は学業との両立が困難になって途中から作品を離れるが、後をプレックスや石森プロに属する青木哲也や飯田浩司などの職人デザイナーたちが引き継ぎ、劇中最後の敵、ン・ダグバ・ゼバのデザイナーとして復帰した。
大石、阿部、そして特撮ヒーローを大胆に解釈した作風で、演劇ファンから人気があった劇作家・演出家のきだつよしら、本作品で実質、髙寺に「一本釣り」されたことで本格的に商業特撮作品に携わったスタッフたちは、後に同じ髙寺が手がけた『仮面ライダー響鬼』時にも招聘され、髙寺が同作品を去るまでの間深く関わっていくことになる。
演出陣では、石田秀範が初のメイン監督を担当した。また、戦隊サイドにいた渡辺勝也、長石多可男といった髙寺縁の演出家も集結している。ちなみに当初は石田がメインを務める予定ではなく、別の監督がパイロットを撮り石田は第3・4話を撮る予定であった。しかし髙寺とその監督の意見が衝突し監督が降板、急遽石田にパイロットのお鉢が回ってきたとのことである。その皺寄せがありハードスケジュールが祟ったせいか石田は撮影中に倒れてしまい、パイロット作品ではチーフ助監督の鈴村展弘が演出を代行した箇所もあるという。
- 原作 - 石ノ森章太郎
- 連載 - テレビマガジン、てれびくん、幼稚園、めばえ、たのしい幼稚園、おともだち
- スーパーバイザー - 小野寺章（石森プロ）
- 制作統括 - 鈴木武幸（49）
- プロデュース[注釈 63] - 清水祐美（テレビ朝日）、髙寺成紀・鈴木武幸（13-48）（東映）
- シリーズ構成 - 荒川稔久（13-49）
- 文芸 - 大石真司、村山桂
- 脚本 - 荒川稔久、井上敏樹、きだつよし、村山桂、竹中清
- アクション監督 - 金田治、山田一善 [注釈 64]（ジャパンアクションクラブ[注釈 65]）
- 監督 - 石田秀範、渡辺勝也、長石多可男、鈴村展弘、金田治
- 音楽 - 佐橋俊彦
- 撮影 - いのくままさお、尾方賢一
- HDカムサポート - 尾方賢一
- 照明 - 大寳学、斗沢秀
- 美術 - 木村光之、大嶋修一
- 音響 - 後平淳一、綾高興、田岡響
- 編集 - 長田直樹（シネ・アルファ）
- MA - 渡辺典夫
- 選曲 - 谷山謙二（映広）
- 音効 - 大野義彦（大泉音映）
- 記録 - 深澤いづみ、森みどり、高山秀子、栗原節子
- 助監督 - 鈴村展弘、田村孝蔵、斉藤博士、福島耕二、木村繁仁、田澤裕一、斉藤滋嗣、柴﨑貴行、狩山俊輔
- 操演 - 高木友善（ライズ）
- 広報 - 保坂正紀、織田笑里（テレビ朝日）
- プロデュース補 - 横塚孝弘（1-8,49） 、白倉伸一郎（24-49）
- キャラクターデザイン - 飯田浩司、阿部卓也、野中剛、青木哲也、鈴木和也、竹内一恵
- 制作主任 - 東正信、小迫進、富田幸弘
- 制作担当 - 沼尾和典
- 制作デスク - 青柳夕子
- 技術プロデュース - 藤村尚道、隆杉良司
- OP&ED監督 - 小藤浩一
- VFX - 日本映像クリエイティブ、マリンポスト、キューテック
- 技術協力 - CRAZY TV、ソニーマーケティング、東映化学TOVIC
- CG協力 - ダイキン工業電子システム事業部
- 照明協力 - 共立
- 制作 - テレビ朝日、東映株式会社、ASATSU-DK

## 音楽
劇中の音楽は佐橋俊彦が担当した。佐橋は髙寺からオーケストラ編成が基本のスーパー戦隊シリーズとは変えてほしいとの要望を受け、佐橋サウンドの持ち味だったオーケストラの使用を避け、アクションテーマはバンド編成による激しいロック、 怪人襲撃・暗躍を表現する音楽はシンセサイザーによる音色で、洋画ホラー物のような雰囲気を演出しており、それまでに佐橋が手掛けた作品とは全く異なる音楽世界を確立している。本人もインタビューなどで、普段の自分のスタイルとは違ったことを試みた、という主旨の発言をしている。
当初、最終回の音楽を完成したVTRマスターに合わせて録る話があったが、間に合わず結局不可能となった。これを実現していたならば、佐橋はスケジュールに追われて楽曲制作の質が落ちることを防ぐため、次作『仮面ライダーアギト』の音楽担当を辞退するつもりだったという。

### 主題歌

#### オープニングテーマ
「仮面ライダークウガ!」
作詞 - 藤林聖子 / 作曲・編曲 - 佐橋俊彦 / 歌 - 田中昌之
第1 - 33・47 - 最終話は1番、第34 - 46.5話は2番の歌詞を使用。映像は作中の展開に合わせて随時変更された。
英語版の「THE MASKED RIDER KUUGA! 〜仮面ライダークウガ！英語ヴァージョン〜」（訳詞：T-CRANE、コーラス：MICKEY T.）がある。
なお、本曲のイントロは3種類存在する。
- Aタイプ：ノイズ風シンセの音が入るもの（シングルバージョン、映像では未使用だがコンピレーション・アルバムにはこちらが収録されることが多い）
- Bタイプ：ノイズ風シンセの音が入らないもの（アルバムバージョン、映像では基本形として使われたもの）
- Cタイプ：短縮版（一部のエピソードで使用、『仮面ライダークウガ 25th Anniversary Ultimate Music BOX』に初収録）

#### エンディングテーマ
「青空になる」
作詞 - 藤林聖子 / 作曲・編曲 - 佐橋俊彦 / 歌 - 橋本仁
第1 - 33・47・48話は1番、第34 - 46.5話は2番の歌詞を使用。最終話はフルサイズに近い形で使われた。映像は原則として全話共通だが、第46.5話と最終話はそれぞれ独自のものが使われた。こちらは別バージョンは制作されていないが、TVサイズに準じてイントロをカットしたものがコロちゃんパックに収録されたことがある。
こちらもオープニングと同様、英語版「Into the blue sky 〜青空になる 英語ヴァージョン〜」（訳詞：T-CRANE、コーラス：MICKEY T.）が存在する。

### 劇中歌
「たんぽぽのおはな」
作詞 - 藤林聖子 / 作曲・編曲 - 佐橋俊彦 / 歌 - 葵若菜 / コーラス - わかば児童合唱団
劇中でCD用の音源は使用されていないが、第43話でみのりのピアノ伴奏と共に雄介と保育園の子供たちが4・5番を歌っている他、最終話ではピアノ伴奏のみのインストがBGMとして使用された。本作品では全20曲のボーカル曲が制作されたが、主題歌以外で実際に使われたのは本曲のみとなっている。
上記の他、第3話ではプッチモニの「ちょこっとLOVE」、第5話では安室奈美恵の「a walk in the park」、第11話では矢沢永吉の「止まらないHa～Ha」、第21話ではサザンオールスターズの「C調言葉に御用心」、第27話ではモーニング娘。の「ハッピーサマーウェディング」・タンポポの「乙女 パスタに感動」、第28話ではDragon Ashの「Summer Tribe」といった楽曲が、劇中の流行歌として使用されている。また、第20話では五代がクリスタルキングの「大都会」を、第44話では奈々がSMAPの「らいおんハート」の一部を口ずさんでいる。

### イメージソング・キャラクターソング
「究極の闇」、「Love is my life」の2曲以外は全て放送時8cmシングルでそれぞれリリースされ、後に『仮面ライダークウガ ソングコレクション』『仮面ライダークウガ ソングコレクション2』に収録された（「究極の闇」、「Love is my life」は『仮面ライダークウガ ソングコレクション2』が初出）。葛山信吾と板倉雅一によるユニットBricksが歌った「Carry on」、「勇気をくれた人へ」の2曲は『ソングコレクション』には収録されず、後にクウガ関連のアルバムに収録された。「“t”」は、JOE ODAGIRI名義のアルバム「WHITE」には収録されたが、クウガ関連のアルバムには収録されていない。全曲とも作中未使用。
「TRY&CHASE」
作詞 - 桑原永江 / 作曲・編曲 - 佐橋俊彦 / 歌 - 田中昌之
トライチェイサー2000のイメージソング。
「power of soul」
作詞 - 藤林聖子 / 作曲・編曲 - 奥慶一 / 歌 - 橋本仁
「Red Desire」
作詞 - 藤林聖子 / 作曲・編曲 - 佐橋俊彦 / 歌 - 田中昌之
クウガ マイティフォームのイメージソング。
「Blue Higher」
作詞 - 藤林聖子 / 作曲・編曲 - 佐橋俊彦 / 歌 - 橋本仁
クウガ ドラゴンフォームのイメージソング。
「Believe in Miracle」
作詞 - 藤林聖子 / 作曲・編曲 - 佐橋俊彦 / 歌 - 村田和美
桜子のキャラクターソング。
「Edge of Green」
作詞 - 藤林聖子 / 作曲・編曲 - 三宅一徳 / 歌 - 橋本仁
クウガ ペガサスフォームのイメージソング。
「薔薇の掟」
作詞 - 藤林聖子 / 作曲・編曲 - 佐橋俊彦 / 歌 - 七森美江
薔薇のタトゥの女のキャラクターソング。『ソングコレクション』には、曲に合わせて歌詞を朗読する「デスデデス・ヴァージョン」が収録された。
「PURPLE PRIDE」
作詞 - 藤林聖子 / 作曲・編曲 - 三宅一徳 / 歌 - 坂井紀雄
クウガ タイタンフォームのイメージソング。
「It comes rain」
作詞 - 藤林聖子 / 作曲・編曲 - 佐橋俊彦 / 歌 - 葛山信吾
一条のキャラクターソング。
「BEATCHASER 2000」
作詞 - 藤林聖子 / 作曲・編曲 - 三宅一徳 / 歌 - 橋本仁
ビートチェイサー2000のイメージソング。
「Rising your power is Gold」
作詞 - 藤林聖子 / 作曲・編曲 - 佐橋俊彦 / 歌 - 坂井紀雄
ライジングフォームのイメージソング。
「装甲機GOURAM」
作詞 - 藤林聖子 / 作曲・編曲 - 奥慶一 / 歌 - MICKEY-T.
ゴウラムのイメージソング。
「Say Alright!」
作詞 - 藤林聖子 / 作曲・編曲 - 佐橋俊彦 / 歌 - 橋本仁
「究極の闇」
作詞 - 村山桂 / 作曲・編曲 - 佐橋俊彦 / 歌 - 坂井紀雄
クウガ アルティメットフォームのイメージソング。歌詞はグロンギ語で書かれている。
「Love is my life」
作詞 - 藤林聖子 / 作曲・編曲 - 佐橋俊彦 / 歌 - 大塚よしたか
椿のキャラクターソング。
「Carry On」
作詞・作曲・編曲 - 板倉雅一 / 歌 - Bricks
「勇気をくれた人へ」
作詞 - 葛山信吾、秋谷銀四郎 / 作曲・編曲 - 板倉雅一 / 歌 - Bricks
「“t”」
作詞・作曲 - 小田切譲 / 編曲 - 小泉一郎、小田切譲 / 歌 - オダギリジョー
オダギリジョーによる小田切譲名義で製作された五代のイメージソング。他の出演者によるキャラクターソングとは異なり、あくまで「オダギリ本人による五代のイメージソング」であり、クウガ関連のCDには収録されていない。

## 制作

### 企画の経緯
東映の鈴木武幸は、2 - 3クールで終わるような中途半端なライダーを作るべきではない、機が熟した時に再開すべきとして、復活の声はあったものの長いあいだ仮面ライダーテレビシリーズの再開を中断していた。仮面ライダーのテレビシリーズ再開は1996年ごろから企画が進められており、当初はウルトラシリーズを放映していた毎日放送制作、TBS系の土曜6時台での放送を目指していた時期もあった。初期タイトルは『仮面ライダーXV（クロスブイ）』と『仮面ライダーカワカミ』であり、ここで提示された複数の仮面ライダーを登場させる案が、人数を1人に集約することでフォームチェンジという発想につながっている。また別の企画タイトルの一つに『仮面ライダーガイア』があり、『ウルトラマンガイア』と競合したと言われている。
毎日放送での放送は決まりかけていたが、その後毎日放送がゾイドやウルトラマンのほうを選び断ったためTBS系での放送は実現に至らず、東映の特撮番組『燃えろ!!ロボコン』を放映中という縁で制作局をテレビ朝日に変更することとなった。しかしテレビシリーズが中断して久しい『仮面ライダー』は、当時の感覚からするとすでに過去のブランドであり、テレビ朝日も「ネタがないから」と渋々引き受けた風だった。
追い風となったのは『せがた三四郎』である。『仮面ライダー』で本郷猛（仮面ライダー1号）を演じた藤岡弘、が演じる同キャラクターは仮面ライダーの人気再燃を盛り上げた。鈴木武幸によると、こうした盛り上がりが本作品の誕生につながったとのことである。またプロデューサーの髙寺成紀は、プライズゲームで仮面ライダーシリーズの景品が売上を伸ばしていたこともきっかけになったと証言している。当時は漠然と「好反応」とだけ認識されていたが、これはゲームセンターに来る年齢層がライダーに興味を示すようになった表れであり、旧作の視聴者が父親になって「親子2世代」ファンを形成する端緒であった。
髙寺成紀の企画案『仮面ライダーガーディアン』はヒーロー色の強い明快な作風で、雄介のキャラクター設定にその名残がある。この時点での髙寺は、関係各社の期待を裏切らないように従来のヒーロー番組の路線に沿ったものを構想していた。その後、石森プロが提出した企画案『仮面ライダーオーティス』がホラー色や悲劇性の強いものだったために方向性の再検討を求められ、髙寺は抜本的な見直しを決意した。なお他の仮題には、漢字での表記が提案された後の「王者」という案も存在した。
まったく新しい仮面ライダーを作ろうとする髙寺の意気込みは強かったが、初期案のファンタジックで型破りな主人公像を実現するには『インディ・ジョーンズ』並の予算が必要だとか、「地球人と宇宙人とのハーフ」という設定はライダーのイメージから離れすぎているという指摘を受けて、従来のライダーに新味を加えていく方法を模索することになった。
髙寺が考えた「仮面ライダーらしさ」とは、ライダーという異形のヒーローの隣に滝和也や立花藤兵衛のような生身の人物が並び立つ「男と男」の構図だった。これは雄介と一条薫のバディという形で実際の作品に活かされている。一方、旧作の基本設定だった「改造人間」という要素は、必須のものではないと見なされて排除された。

### 特徴
この時期の仮面ライダーというブランドには「2世代ヒーロー」以外に売り込む要素がなかったため、新世代を意識した旧作との差別化が図られている。
制作には昭和ライダー以上に期間を設け、極力ご都合主義や設定破綻を避けるため、主に脚本づくりに時間をかけていた。特に本作品ではシリーズ構成や文芸部といった、東映作品としては珍しいポジションが設置されており、ストーリーや設定の統一がなされている。こうした手法に関し、髙寺はドキュメンタリー風のドラマ『ER緊急救命室』から受けた衝撃の大きさについて語っている。
全編がHDTV (HD1080/60i) 方式によるハイビジョンで撮影されており、当時としては異例の16:9の画面比率（ハイビジョン制作・レターボックスサイズ）で放映された。ただし、当時は撮影のみがハイビジョンで行われ、ポストプロダクション・完パケ・本放送はSDTVで行われた。そして、従来のアフレコ形式より同録形式に改められ、ビデオ撮影に対応した技術会社やクルーが参加することになった。しかし、長年に渡ってフィルムとアフレコ撮影で制作を続けてきた現場スタッフは、ビデオと同録での撮影方法に慣れていないことから現場の進行が滞り、撮影開始1週間でカメラクルーからスケジュール通りに予定カット数を撮影できないと苦情が発生。東映上層部で元のアフレコ撮影に戻そうという会議が行われたが、それを耳にした録音部のスタッフが撮影技師・いのくままさおに頭を下げて尽力することを訴え出たことで、スタッフ一丸となって同録が継続されるに至った。
劇中のシーンが変わるごとに、劇中の時刻と場所を画面下に表示する形式になっている。登場する地名も実在するものに限られ、劇中の描写と時間の経過は整合性を重視するために綿密に計算されているが、交通機関でのシーンでは劇中の時間を現実の時刻表に合わせるための調整が必要になるなど、苦労も多かったという。
第2話の教会炎上シーンには莫大な予算がかかり、本作品の予算を逼迫させたとも伝えられているが、これについて髙寺は「こっちで勝手に盛り上がった。絶対に予算の許可は下りないと思ったんですね。でも制作担当は簡単に許可してくれた。多分『初めてパイロットを撮る石田秀範監督を男にしよう!』と思ってくれたんだと思う」と語っている。ただし、教会炎上については過剰に言われている部分もあり、髙寺は「教会よりも遺跡のシーンのほうが予算がかかっている」と述べている。2021年2月13日に行われたトークイベント「後夜祭『裏方』」で髙寺は、ビデオ撮影に変更したことで現像代やフィルム代などの諸経費が削減され、ミニチュア撮影にかかる費用も発生しなかったため、その分を教会や遺跡のセットなどの本編の美術費に回したことから贅沢な見心地になったと語っている。九郎ヶ岳遺跡のオープンセットは映画並みのスケールで、スタッフが洞窟に入るための橋を架ける必要があったほか、映像にまったく映らない玄室への通路までわざわざ作られていた。
リアリティ重視の路線を進んだ結果、設定や描写に生々しかったり過激な表現が盛り込まれているという意見もあり、純粋な子供向けのヒーロー番組を望む親を中心にクレームが多く寄せられるなど、物議を醸した。スポンサーからも、仮面ライダーの呼称が登場しないことや人間に近いグロンギのデザインなどにクレームがあり、東映内部からも2クール目から作風を変える指示も出されたが、髙寺成紀は決して譲らなかった。テレビ朝日プロデューサーの清水祐美や、急遽協力することとなった脚本の井上敏樹の尽力もあり、一貫した制作体制が維持された。
結末の一つとして、雄介がグロンギの親玉であるン・ダグバ・ゼバとの激闘で命を落とす結末も考えられていたという。これは「人々を守るためとはいえ、彼も暴力を振るった責任を取らせるべき」という考えからだった。しかし、髙寺をはじめとするスタッフは「これからの厳しい時代を生きる子供たちに夢を与える番組で、その結末は残酷すぎる」という結論に至り、雄介が海外に旅立つ結末になったという。

### オートバイスタント
オートバイスタントにトライアル元全日本チャンピオン・成田匠が参加。旧作では室町レーシングやスリーチェイスなどのカースタントチームが参加していたが、「本物のオートバイ競技のアクションを取り入れたらどうか」とのスタッフの意向で成田に打診された。トライアルのアクションを取り入れる動きは『仮面ライダーストロンガー』の時代にも試みられたが、事故で断念されており、25年ぶりの試みとなった。
車種の選定も成田によって行われ、初のスペイン車によるライダーマシンが完成した。成田の初登場となる第4話では様々な段差や障害物を越えて縦横無尽に駆け回る姿が描かれ、従来のアクションとは違うことが強調された。その後もウィリーによる「前輪パンチ」やジャックナイフによる「後輪キック」など、トライアル技の応用によるダイナミックなアクションが展開された。また、第31 - 33話で、成田匠の弟の成田亮がバイクを操る怪人ゴ・バダー・バを演じた。バダーのマシンであるバギブソンは、トライチェイサーと同じパンペーラを使用した。2人のプロ選手による湘南海岸での戦いは多くのトライアル技術が披露され、従来描かれていた土煙を上げて交錯するうちに敵が倒れていくオートバイ戦とはまったく違った画面が完成した。

### 作風
本作品もヒーローと怪人の戦いを描いているが、同時に「怪人出現という事件の起きた時代を捉えたドキュメンタリー」の様相も帯びている。怪人への恐怖が社会に蔓延する中で「こんな時代に子供を産んでいいのか」という不安を抱く保育士、仕事に追われて息子の授業参観に行けず涙する研究者、TV批判を口にする教師など、ヒーロードラマという枠の内では解決しきれない問題を視聴者に投げかけている。30分番組の中で実社会を描くことには限界があるため、こうした個人の描写に社会の反応を集約させている。

#### 警察の描写
刑事ドラマとしての側面が強いが、これは『機動警察パトレイバー』から平成ガメラ、平成ウルトラマンシリーズ、さらに『踊る大捜査線』を経て発展してきた官僚機構としての警察を描く手法を取り入れたものである。
特撮作品にありがちな、超技術を保有しているのにやられ役を演じる防衛組織とは異なり、本作品での警察は連携する医師や研究者なども含めて超能力を持たない普通の人間であり、勇気と責任感で超常現象に立ち向かう。警察組織の描写のリアリティを追求するため、脚本の荒川稔久は「もし本当に怪人が出たら、どの部署が対応するのか」と埼玉県警察に問い合わせた。回答によれば「殺人課は人間の起こした犯罪事件を取り締まるものなので違う。出動するのはおそらく警備部の野生動物を管轄するところだろう」とのことであり、一条薫は長野県警警備部所属と設定された。ほかにも通信の場面で当初使われていた「本部より」を「本部から」に改めたり、パトカーの出入りに使う扉の方向を決めるなど、細かな事象でも現実の警察を意識している。ただし、すべてを現実に合わせているわけではない。たとえば「本部長」という呼称は実在しないが、対策本部の統率者と理解しやすいため劇中で使われている。
自衛隊の出動にまで至ると、パニック物という別ジャンルの作品になってしまうため、劇中での事件対処はあくまで警察の域に留まっている。

#### 悪と正義
後の平成仮面ライダーシリーズ（以下、平成ライダー）に比べると、勧善懲悪的と言われる。劇中の悪はグロンギだけで、人間は善として描かれている。悪と言ってもグロンギは、ショッカーのようなピラミッド型の敵組織ではない。これは当時まだ1995年までにオウム真理教が引き起こした一連の事件の記憶が鮮明であり、それを連想させかねないようなモチーフを使えなかったことが一因である。また、元々は怪獣好きとして知られる髙寺が怪獣映画の人間サイズ版を志向したのだろうと、切通理作は推測している。普段の外見は人間と変わらない存在でありながら、まったく理解できない理由で殺人を繰り返すグロンギは「怪物ではなく人間、もしかしたら隣人こそが恐ろしい」という現実の社会の恐怖を、子供向けに翻訳したものであると虚淵玄は解釈している。
放送当時に凶悪化していた未成年者の犯罪への対策が叫ばれ、加害少年を保護する少年法の改正案が国会に提出されたその時期に、第34・35話が制作された。ゴ・ジャラジ・ダ（人間体も少年）は快楽的に高校生を次々と惨殺、ジャラジに狙われて怯える生田和也少年に、雄介と一条はジャラジから守ることを誓う。そして、怒りに震えるクウガはジャラジに凄まじい暴力を振るってとどめを刺した。白倉伸一郎は「殺人者は未成年者であっても厳罰に処する」というメッセージを読み取っている。殺害事件と対比する形で、わかば保育園での社広之と寺島周斗の喧嘩が描かれている。広之から傲慢な態度を非難された周斗は素直にそれを認め、2人は和解した。雄介は「人間だからわかり合える」と信じていた。これを観た國分功一郎は、「懲悪の側に強く同一化した大人の作為というものを感じざるを得ませんでした」と語り、白倉に賛同している。
それに対し切通は、グロンギを同じ人間の中の異分子と捉える見方に異論を唱えている。切通は『クトゥルフ神話』が世代を超えて書き継がれるように、闇の恐怖や未知の怪物への畏敬を失うまいとする流れがあり、その怪人版がグロンギだったと解釈している。しかし、後の平成ライダーでは人間同士の争いにテーマが変遷したため、未知なる存在と人間の戦いを描いた本作品の感覚がわかりづらくなったのだろうとも述べている。
ヒーローが担う正義について、管理秩序社会を志向していると白倉は指摘する。第25・26話ではゴ・ブウロ・グ出現と同時に、雄介の小学校時代の恩師・神崎昭二の現在の教え子である霧島拓が、栃木から1人で東京にやってきた。拓は未来に悩んだ末、昔よく遊んだ思い出の場所を訪れる。神崎から連絡を受けて拓を捜索した雄介は、拓に「もっと悩め」と激励する。白倉はこれを、「子供が規定された生活圏から逸脱するのは、ヒーローに出動が要請されるほどの大事なのだ」という感覚の発露としている。また、宇野常寛は「正義が虚構となった時代だからこそ、あえて正義を語るのだ」という物語回帰性を指摘、暴力の持つ欺瞞を「あえて」引き受け、さらに少年少女を教導する役も負う、市民道徳の体現者として主人公を見ている。この件についても切通は別解釈を提示しており、教師から相談された主人公が、ヒーローではなく1人の人間として少年に接し、問題を解決しようとする姿を描いたのだと捉えている。
海老原豊は、後半になって敵が強力になっていくほど、逆に戦闘描写が減少する傾向に注目し、暴力制止のために暴力を振るうという正義の矛盾に解を示さないまま、その矛盾を引き受けた主人公を画面からフェイドアウトさせることで、むしろ正義の困難性というメタメッセージを発信しているとする。
いずれにせよ、子供たちに正しい大人の生き方を示そうとする髙寺と、価値観の一元化こそが諸悪の根源とする白倉では、正義の考え方がまったく相容れないのは明白である。しかし、この2大プロデューサーの相克が、のちに続く平成ライダーを進化させていく原動力となったと、井上伸一郎は述べている。

### 玩具
仮面ライダー玩具の定番である変身ベルトは「ソニックウェーブDX変身ベルト」の商品名で発売された。バンダイの森安信一は本作の商品展開については、前年度の『燃えろ!!ロボコン』の成績が伸び悩んだことと、久々の仮面ライダーということで、今までになかったやり方をしようという意図があったと述べている。ひとつの商品で長く遊んでもらうためと、劇中のアークルが唯一無二の存在だったことから『仮面ライダーBLACK RX』のようにフォーム毎でベルトを変えるのは止め、多色発光によってフォームチェンジを表現している。しかし当時まだ多色LEDが普及していなかったため、赤色以外はムギ球で光らせている。ステレオ音声が一般的になったテレビ事情に合わせて、ベルトにも左右バックルに大型スピーカーを搭載し、左右で異なる音声が鳴ることで立体的な音響空間を創出している。開発陣はアクション監督の金田治、スーツアクターの富永研司とともにスイッチの操作方法がわざとらしくならないような変身ポーズを考案し、以後のシリーズでポーズと玩具ギミックが連動する流れを作る。
ドラゴンロッドなどの武器玩具もそれなりに売れたが、キックが決め技の仮面ライダーらしさを意識して合体武器路線を避け、『RX』の経験を生かして変身ベルトに被せる新たな効果音と発光を仕込んだ強化パーツ「ライジングパワーセット」を発売。以後の年末商戦における仕掛けの基本となった。
パーツを換装することでフォームチェンジを再現できるフィギュア「装着変身」シリーズも好評だったが、劇中での出番が多くないグロンギ怪人のソフビ人形まで売れたことはバンダイの想定外であり、商品化においては露出時間の長さではなくキャラクター性の強さが重要だという認識を促した。
最終回のバンダイ玩具CMでは、ファンに向けて「五代雄介と一条刑事をいつまでも忘れないでね」という特別メッセージが表示された。

## 放送日程
全編通してサブタイトルは漢字2文字で統一、放送回数は「EPISODE」と表記。アバンタイトル前と各話終了時にはリント文字が表示され、終了時の背景には一部を除き、その回で活躍したフォームの色が使われるといった演出がなされている。
| 放送日         | 放送回    | サブタイトル | 登場グロンギ（太字は登場した怪人体） | 脚本              | アクション監督  | 監督       | 作中日付                |
| -------------- | --------- | ------------ | --- | ----------------- | --------------- | ---------- | ----------------------- |
| 2000年01月30日 | EPISODE1  | 復活         | - ズ・グムン・バ - ズ・ゴオマ・グ - ズ・バヅー・バ - ズ・ザイン・ダ - ン・ダグバ・ゼバ | 荒川稔久          | 金田治 山田一善 | 石田秀範   | 2000年1月29日 - 1月30日 |
| 2月06日        | EPISODE2  | 変身         | - ズ・ゴオマ・グ - ズ・グムン・バ | 荒川稔久          | 金田治 山田一善 | 石田秀範   | 1月31日 - 2月1日        |
| 2月13日        | EPISODE3  | 東京         | - ズ・メビオ・ダ - ズ・ゴオマ・グ - ズ・ザイン・ダ - ズ・バヅー・バ - ズ・ガルメ・レ | 荒川稔久          | 山田一善        | 渡辺勝也   | 2月1日                  |
| 2月20日        | EPISODE4  | 疾走         | - ズ・メビオ・ダ - ズ・ゴオマ・グ - ズ・ザイン・ダ - ズ・バヅー・バ - ズ・ガルメ・レ | 荒川稔久          | 山田一善        | 渡辺勝也   | 2月1日 - 2月2日         |
| 2月27日        | EPISODE5  | 距離         | - ズ・バヅー・バ - ズ・ゴオマ・グ - ズ・ザイン・ダ (EPISODE6) - ズ・ガルメ・レ (EPISODE6) | 荒川稔久          | 山田一善        | 長石多可男 | 2月3日                  |
| 3月05日        | EPISODE6  | 青龍         | - ズ・バヅー・バ - ズ・ゴオマ・グ - ズ・ザイン・ダ (EPISODE6) - ズ・ガルメ・レ (EPISODE6) | 荒川稔久          | 山田一善        | 長石多可男 | 2月3日 - 2月4日         |
| 3月12日        | EPISODE7  | 傷心         | - メ・バヂス・バ - ズ・ザイン・ダ (EPISODE7) - メ・ビラン・ギ (怪人体はEPISODE7のみ) - ズ・ゴオマ・グ (怪人体はEPISODE7のみ) - メ・ガルメ・レ (EPISODE7) - メ・ガリマ・バ                                                                      | 荒川稔久          | 山田一善        | 石田秀範   | 2月24日                 |
| 3月19日        | EPISODE8  | 射手         | - メ・バヂス・バ - ズ・ザイン・ダ (EPISODE7) - メ・ビラン・ギ (怪人体はEPISODE7のみ) - ズ・ゴオマ・グ (怪人体はEPISODE7のみ) - メ・ガルメ・レ (EPISODE7) - メ・ガリマ・バ                                                                      | 荒川稔久          | 山田一善        | 石田秀範   | 2月24日                 |
| 3月26日        | EPISODE9  | 兄妹         | - メ・ギイガ・ギ - ズ・ゴオマ・グ - ズ・ザイン・ダ - メ・ガルメ・レ - メ・ガリマ・バ - メ・ビラン・ギ | 荒川稔久          | 山田一善        | 渡辺勝也   | 3月18日                 |
| 4月02日        | EPISODE10 | 熾烈         | - メ・ギイガ・ギ - ズ・ゴオマ・グ - ズ・ザイン・ダ - メ・ガルメ・レ - メ・ガリマ・バ - メ・ビラン・ギ | 荒川稔久          | 山田一善        | 渡辺勝也   | 3月18日                 |
| 4月09日        | EPISODE11 | 約束         | - ズ・ザイン・ダ - ズ・ゴオマ・グ - メ・ガリマ・バ (EPISODE11) - メ・ビラン・ギ (怪人体はEPISODE12のみ) - ヌ・ザジオ・レ (EPISODE12) | 荒川稔久          | 金田治 山田一善 | 長石多可男 | 3月24日 - 3月25日       |
| 4月16日        | EPISODE12 | 恩師         | - ズ・ザイン・ダ - ズ・ゴオマ・グ - メ・ガリマ・バ (EPISODE11) - メ・ビラン・ギ (怪人体はEPISODE12のみ) - ヌ・ザジオ・レ (EPISODE12) | 荒川稔久          | 金田治 山田一善 | 長石多可男 | 3月25日                 |
| 4月23日        | EPISODE13 | 不審         | - メ・ビラン・ギ - ズ・ゴオマ・グ - メ・ガルメ・レ (怪人体はEPISODE13のみ) - メ・ガリマ・バ (怪人体はEPISODE13のみ) - メ・ギャリド・ギ (EPISODE14)                                                                                             | 井上敏樹          | 金田治 山田一善 | 石田秀範   | 4月17日                 |
| 4月30日        | EPISODE14 | 前兆         | - メ・ビラン・ギ - ズ・ゴオマ・グ - メ・ガルメ・レ (怪人体はEPISODE13のみ) - メ・ガリマ・バ (怪人体はEPISODE13のみ) - メ・ギャリド・ギ (EPISODE14)                                                                                             | 井上敏樹          | 金田治 山田一善 | 石田秀範   | 4月17日                 |
| 5月07日        | EPISODE15 | 装甲         | - メ・ギャリド・ギ - ズ・ゴオマ・グ | 荒川稔久          | 金田治 山田一善 | 渡辺勝也   | 4月17日 - 4月18日       |
| 5月14日        | EPISODE16 | 信条         | - メ・ギャリド・ギ - ズ・ゴオマ・グ | 荒川稔久          | 金田治 山田一善 | 渡辺勝也   | 4月18日                 |
| 5月21日        | EPISODE17 | 臨戦         | - メ・ガドラ・ダ | きだつよし 村山桂 | 金田治 山田一善 | 鈴村展弘   | 4月19日                 |
| 5月28日        | EPISODE18 | 喪失         | - メ・ギノガ・デ - ズ・ゴオマ・グ - メ・ガルメ・レ (EPISODE18) - メ・ガリマ・バ | 井上敏樹          | 金田治 山田一善 | 長石多可男 | 4月20日                 |
| 6月04日        | EPISODE19 | 霊石         | - メ・ギノガ・デ - ズ・ゴオマ・グ - メ・ガルメ・レ (EPISODE18) - メ・ガリマ・バ | 荒川稔久          | 金田治 山田一善 | 石田秀範   | 4月20日 - 4月21日       |
| 6月11日        | EPISODE20 | 笑顔         | - ギノガ変異体 - ズ・ゴオマ・グ - メ・ガルメ・レ - メ・ガリマ・バ | 荒川稔久          | 金田治 山田一善 | 石田秀範   | 4月21日                 |
| 6月25日        | EPISODE21 | 暗躍         | - メ・ガルメ・レ - ズ・ゴオマ・グ (EPISODE21) - メ・ガリマ・バ - ゴ・バダー・バ - ヌ・ザジオ・レ | 荒川稔久          | 金田治 山田一善 | 渡辺勝也   | 5月23日                 |
| 7月02日        | EPISODE22 | 遊戯         | - メ・ガルメ・レ - ズ・ゴオマ・グ (EPISODE21) - メ・ガリマ・バ - ゴ・バダー・バ - ヌ・ザジオ・レ | 荒川稔久          | 金田治 山田一善 | 渡辺勝也   | 5月23日 - 5月24日       |
| 7月09日        | EPISODE23 | 不安         | - メ・ガリマ・バ - ズ・ゴオマ・グ (EPISODE23) - ゴ・バダー・バ (EPISODE23) - ゴ・ブウロ・グ (EPISODE23) - ラ・ドルド・グ | 井上敏樹          | 金田治 山田一善 | 長石多可男 | 6月22日                 |
| 7月16日        | EPISODE24 | 強化         | - メ・ガリマ・バ - ズ・ゴオマ・グ (EPISODE23) - ゴ・バダー・バ (EPISODE23) - ゴ・ブウロ・グ (EPISODE23) - ラ・ドルド・グ | 井上敏樹          | 金田治 山田一善 | 長石多可男 | 6月22日                 |
| 7月23日        | EPISODE25 | 彷徨         | - ゴ・ブウロ・グ - ズ・ゴオマ・グ (EPISODE25) - ゴ・バダー・バ (EPISODE25) - ゴ・ベミウ・ギ (EPISODE25) - ゴ・ガメゴ・レ (EPISODE25) - ゴ・ザザル・バ (EPISODE25) - ゴ・ジャラジ・ダ (EPISODE25) - ゴ・ガドル・バ (EPISODE25) - ラ・ドルド・グ | 荒川稔久          | 金田治 山田一善 | 石田秀範   | 7月19日                 |
| 7月30日        | EPISODE26 | 自分         | - ゴ・ブウロ・グ - ズ・ゴオマ・グ (EPISODE25) - ゴ・バダー・バ (EPISODE25) - ゴ・ベミウ・ギ (EPISODE25) - ゴ・ガメゴ・レ (EPISODE25) - ゴ・ザザル・バ (EPISODE25) - ゴ・ジャラジ・ダ (EPISODE25) - ゴ・ガドル・バ (EPISODE25) - ラ・ドルド・グ | 荒川稔久          | 金田治 山田一善 | 石田秀範   | 7月19日                 |
| 8月06日        | EPISODE27 | 波紋         | - ゴ・ベミウ・ギ - ゴ・バダー・バ - ズ・ゴオマ・グ (EPISODE27) - ゴ・ガドル・バ (EPISODE27) - ゴ・ガメゴ・レ (EPISODE28) - ラ・ドルド・グ | 井上敏樹          | 金田治 山田一善 | 渡辺勝也   | 7月27日                 |
| 8月13日        | EPISODE28 | 解明         | - ゴ・ベミウ・ギ - ゴ・バダー・バ - ズ・ゴオマ・グ (EPISODE27) - ゴ・ガドル・バ (EPISODE27) - ゴ・ガメゴ・レ (EPISODE28) - ラ・ドルド・グ | 井上敏樹          | 金田治 山田一善 | 渡辺勝也   | 7月27日                 |
| 8月20日        | EPISODE29 | 岐路         | - ゴ・ガメゴ・レ - ズ・ゴオマ・グ (EPISODE29) - ゴ・バダー・バ (EPISODE29) - ゴ・ザザル・バ - ゴ・ジャラジ・ダ - ゴ・ガドル・バ (EPISODE29) - ラ・ドルド・グ                                                                                   | 荒川稔久          | 金田治 山田一善 | 長石多可男 | 8月21日                 |
| 8月27日        | EPISODE30 | 運命         | - ゴ・ガメゴ・レ - ズ・ゴオマ・グ (EPISODE29) - ゴ・バダー・バ (EPISODE29) - ゴ・ザザル・バ - ゴ・ジャラジ・ダ - ゴ・ガドル・バ (EPISODE29) - ラ・ドルド・グ                                                                                   | 荒川稔久          | 金田治 山田一善 | 長石多可男 | 8月21日                 |
| 9月03日        | EPISODE31 | 応戦         | - ゴ・バダー・バ - ズ・ゴオマ・グ (EPISODE31-32) - ゴ・ガドル・バ - ゴ・ザザル・バ (EPISODE32-33) - ゴ・ジャラジ・ダ (EPISODE32-33) - ラ・ドルド・グ - ヌ・ザジオ・レ (EPISODE31)                                                              | 荒川稔久 竹中清   | 金田治 山田一善 | 鈴村展弘   | 9月1日                  |
| 9月10日        | EPISODE32 | 障害         | - ゴ・バダー・バ - ズ・ゴオマ・グ (EPISODE31-32) - ゴ・ガドル・バ - ゴ・ザザル・バ (EPISODE32-33) - ゴ・ジャラジ・ダ (EPISODE32-33) - ラ・ドルド・グ - ヌ・ザジオ・レ (EPISODE31)                                                              | 井上敏樹          | 金田治 山田一善 | 金田治     | 9月1日                  |
| 9月17日        | EPISODE33 | 連携         | - ゴ・バダー・バ - ズ・ゴオマ・グ (EPISODE31-32) - ゴ・ガドル・バ - ゴ・ザザル・バ (EPISODE32-33) - ゴ・ジャラジ・ダ (EPISODE32-33) - ラ・ドルド・グ - ヌ・ザジオ・レ (EPISODE31)                                                              | 井上敏樹 荒川稔久 | 金田治 山田一善 | 金田治     | 9月1日                  |
| 10月01日       | EPISODE34 | 戦慄         | - ゴ・ジャラジ・ダ - ズ・ゴオマ・グ (EPISODE34) - ゴ・ザザル・バ - ゴ・ガドル・バ (怪人体はEPISODE34のみ) - ラ・ドルド・グ (EPISODE35) | 荒川稔久          | 金田治 山田一善 | 石田秀範   | 9月15日・9月19日        |
| 10月08日       | EPISODE35 | 愛憎         | - ゴ・ジャラジ・ダ - ズ・ゴオマ・グ (EPISODE34) - ゴ・ザザル・バ - ゴ・ガドル・バ (怪人体はEPISODE34のみ) - ラ・ドルド・グ (EPISODE35) | 荒川稔久          | 金田治 山田一善 | 石田秀範   | 9月19日                 |
| 10月15日       | EPISODE36 | 錯綜         | - ズ・ゴオマ・グ強化体 - ゴ・ザザル・バ - ラ・ドルド・グ | 荒川稔久          | 金田治 山田一善 | 渡辺勝也   | 9月27日                 |
| 10月22日       | EPISODE37 | 接近         | - ズ・ゴオマ・グ強化体 - ゴ・ザザル・バ - ゴ・ガドル・バ - ゴ・ジャーザ・ギ - ゴ・バベル・ダ - ラ・ドルド・グ - ヌ・ザジオ・レ | 荒川稔久          | 金田治 山田一善 | 渡辺勝也   | 9月27日                 |
| 10月29日       | EPISODE38 | 変転         | - ズ・ゴオマ・グ強化体 - ズ・ゴオマ・グ究極体 - ゴ・ガドル・バ - ゴ・ザザル・バ - ゴ・ジャーザ・ギ - ゴ・バベル・ダ - ラ・ドルド・グ | 荒川稔久          | 金田治 山田一善 | 長石多可男 | 9月27日                 |
| 11月12日       | EPISODE39 | 強魔         | - ズ・ゴオマ・グ究極体 - ゴ・ザザル・バ - ゴ・ジャーザ・ギ - ゴ・バベル・ダ - ゴ・ガドル・バ - ラ・ドルド・グ - ヌ・ザジオ・レ | 荒川稔久          | 金田治 山田一善 | 長石多可男 | 9月27日                 |
| 11月19日       | EPISODE40 | 衝動         | - ゴ・ジャーザ・ギ - ゴ・バベル・ダ - ゴ・ガドル・バ - ラ・ドルド・グ (EPISODE41) - ヌ・ザジオ・レ - ン・ダグバ・ゼバ | 荒川稔久          | 金田治 山田一善 | 石田秀範   | 10月8日                 |
| 11月26日       | EPISODE41 | 抑制         | - ゴ・ジャーザ・ギ - ゴ・バベル・ダ - ゴ・ガドル・バ - ラ・ドルド・グ (EPISODE41) - ヌ・ザジオ・レ - ン・ダグバ・ゼバ | 荒川稔久          | 金田治 山田一善 | 石田秀範   | 10月8日                 |
| 12月03日       | EPISODE42 | 戦場         | - ゴ・バベル・ダ - ゴ・ガドル・バ - ラ・ドルド・グ - ン・ダグバ・ゼバ | 荒川稔久          | 金田治 山田一善 | 金田治     | 11月4日                 |
| 12月10日       | EPISODE43 | 現実         | - ゴ・ガドル・バ - ラ・ドルド・グ - ン・ダグバ・ゼバ | 荒川稔久          | 金田治 山田一善 | 金田治     | 11月4日                 |
| 12月17日       | EPISODE44 | 危機         | - ゴ・ガドル・バ - ラ・ドルド・グ - ン・ダグバ・ゼバ | 荒川稔久          | 金田治 山田一善 | 渡辺勝也   | 12月16日                |
| 12月24日       | EPISODE45 | 強敵         | - ゴ・ガドル・バ - ラ・ドルド・グ - ン・ダグバ・ゼバ | 荒川稔久          | 金田治 山田一善 | 渡辺勝也   | 12月16日                |
| 12月31日       | EPISODE46 | 不屈         | - ゴ・ガドル・バ - ラ・ドルド・グ - ン・ダグバ・ゼバ | 荒川稔久          | 金田治 山田一善 | 渡辺勝也   | 12月16日                |
| 2001年01月07日 | EPISODE47 | 決意         | - ン・ダグバ・ゼバ | 荒川稔久          | 金田治 山田一善 | 石田秀範   | 2001年1月20日・1月29日  |
| 1月14日        | EPISODE48 | 空我         | - ン・ダグバ・ゼバ | 荒川稔久          | 金田治 山田一善 | 石田秀範   | 1月29日・1月30日        |
| 1月21日        | EPISODE49 | 雄介         | - | 荒川稔久          | -               | 石田秀範   | 4月27日                 |

## 番外編
『仮面ライダークウガ 超ひみつビデオ 仮面ライダークウガVS剛力怪人ゴ・ジイノ・ダ』
『てれびくん』の応募者全員サービスで配布されたVHSソフト。五代雄介がスクラップブックを見ながら戦いを思い出す初期エピソードの総集編と、新撮映像によるゴ・ジイノ・ダとの戦いで構成される。後に発売されたDVD第12巻（最終巻）にも、映像特典として収録された。ジイノは「超ひみつビデオ」としては初となるオリジナル怪人である。ライジングマイティの登場を宣伝文句にしていたが、実際はラストにイメージカットとして現れるのみに留まっている。
キャスト
- 五代雄介 - オダギリジョー
- ゴ・ジイノ・ダ - 稲田徹
- ナレーター - 立木文彦
- アクション - 富永研司、伊藤慎
- カースタント - 高橋輝男

スタッフ
- 構成 - 竹中清
- 監督 - 鈴村展弘
- アクション監督 - 金田治、山田一善
- 撮影 - 尾方賢一、いのくままさお
- 照明 - 斗沢秀
- 録音 - 後平淳一
- 編集 - 長田直樹
- 音楽 - 三宅一徳
- 助監督 - 田澤裕一
- プロデュース - 髙寺成紀
- 制作協力 - 東映
- ビデオ制作 - 東映ビデオ

『仮面ライダークウガ 新春スペシャル』
2001年1月2日（火曜日）放送。午前8時から10時までの120分番組。全国ネットではなく、一部の系列局では未放送。前半は新撮の導入部から始まり、EPISODE17とEPISODE31の再放送、新撮のエンディングを経て後半への繋ぎとなる新撮カット。後半はスペシャル用に新たに制作された総集編「EPISODE46.5 初夢」という構成となっている。DVDにも同様の構成で収録されている。また「初夢」はグロンギ怪人の人間体を演じた俳優・女優が、「ポレポレ」の客として登場する番外編ともなっている。
- 脚本・構成：竹中清
- 監督：小藤浩一

EPISODE50 乙彼
2001年1月20日に、本作品の打ち上げパーティにて上映された約10分の短編。スタッフやキャストの有志によって制作されたもので、テレビシリーズを担当した監督たちの演出上の特徴を次々と再現したり、「ズ・ザイン・ダの人間体にライジングマイティキックを放つ桜子」というシーン（格闘技ファンである村田和美が野上彰との共演を望んでいたことから実現した楽屋オチ）が飛び出すなど、メタフィクションな要素が盛り込まれた番外編である。出演者は全員友情出演で、すべての役名に「友情」の文字が加えられ、さらにスタッフまで友情参加扱いになっている。監督の鈴村によるハンディデジタルカメラによって撮影が行われ、「デジカメ撮影」のテロップ（テレビシリーズ放送時に挿入されていた「ハイビジョン撮影」のテロップのパロディ）が挿入されている。
2001年5月12日、特別篇の発売記念イベントにて再上映された。その際に配布されたパンフレットには「『EPISODE50 乙彼』完全攻略ガイド」が掲載されていた。その後、特別篇のDVDに映像特典として収録された。
- 友情脚本：荒川稔久
- 友情監督：鈴村展弘

特別篇
第1・2話に未放映シーンを追加したディレクターズカット版。ただの再編集版ではなく、ポスプロをHDTVで行いCGなどを作り直したものである。
第1話では夏井貴浩が演じていたダグバの声を浦井健治が担当し、グムンの声も坂口哲夫から坂口候一に変更されている他、テレビシリーズでは第3話から登場していたバルバも登場。ソフト販売のみでレンタルはされておらず、封入されていた応募券を送ると、応募者特典（期間限定）として発売記念イベントで配布されたパンフレットの修正版が入手可能だった。

超古代語対訳版
グロンギ語とリント語の2種類の「超古代語」の対訳字幕（意訳）が表示されるバージョン。2002年5月30日から東映チャンネルで放送が開始され、2004年、2009年、2011年にも放送された。同局では『特別篇』と『新春スペシャル』も超古代語対訳版で放送されている。
これまでソフトには収録されていなかったが、2016年発売のBlu-ray BOXに収録された。

超解像版
仮面ライダー45周年の年となる2016年2月から7月まで東映チャンネルで放送。放送時間は毎週火曜日の18時-19時ほか。また、Blu-ray BOXの発売と本放送に先行し、2015年12月に第1-8話が特別放送された。
超古代語対訳版に新たにデジタル処理を施したHDリマスター版で、画面比率も16:9での放送となる。

## 放映ネット局
| 放送対象地域  | 放送局           | 系列                          | 備考          |
| ------------- | ---------------- | ----------------------------- | ------------- |
| 関東広域圏    | テレビ朝日       | テレビ朝日系列                | 制作局        |
| 北海道        | 北海道テレビ     | テレビ朝日系列                |               |
| 青森県        | 青森朝日放送     | テレビ朝日系列                |               |
| 岩手県        | 岩手朝日テレビ   | テレビ朝日系列                |               |
| 宮城県        | 東日本放送       | テレビ朝日系列                |               |
| 秋田県        | 秋田朝日放送     | テレビ朝日系列                |               |
| 山形県        | 山形テレビ       | テレビ朝日系列                |               |
| 福島県        | 福島放送         | テレビ朝日系列                |               |
| 新潟県        | 新潟テレビ21     | テレビ朝日系列                |               |
| 長野県        | 長野朝日放送     | テレビ朝日系列                | 第1話のロケ地 |
| 山梨県        | テレビ山梨       | TBS系列                       |               |
| 静岡県        | 静岡朝日テレビ   | テレビ朝日系列                |               |
| 石川県        | 北陸朝日放送     | テレビ朝日系列                |               |
| 福井県        | 福井放送         | 日本テレビ系列 テレビ朝日系列 |               |
| 中京広域圏    | 名古屋テレビ     | テレビ朝日系列                |               |
| 近畿広域圏    | 朝日放送         | テレビ朝日系列                |               |
| 島根県 鳥取県 | 山陰放送         | TBS系列                       |               |
| 広島県        | 広島ホームテレビ | テレビ朝日系列                |               |
| 山口県        | 山口朝日放送     | テレビ朝日系列                |               |
| 香川県 岡山県 | 瀬戸内海放送     | テレビ朝日系列                |               |
| 愛媛県        | 愛媛朝日テレビ   | テレビ朝日系列                |               |
| 高知県        | テレビ高知       | TBS系列                       |               |
| 徳島県        | 四国放送         | 日本テレビ系列                |               |
| 福岡県        | 九州朝日放送     | テレビ朝日系列                |               |
| 長崎県        | 長崎文化放送     | テレビ朝日系列                |               |
| 熊本県        | 熊本朝日放送     | テレビ朝日系列                |               |
| 大分県        | 大分朝日放送     | テレビ朝日系列                |               |
| 宮崎県        | 宮崎放送         | TBS系列                       |               |
| 鹿児島県      | 鹿児島放送       | テレビ朝日系列                |               |
| 沖縄県        | 琉球朝日放送     | テレビ朝日系列                |               |

## 評価
放送開始当初は視聴率が前作『燃えろ!!ロボコン』から低下しており、「やはり仮面ライダーは過去のものか」と思われていたが、2クールから脚本に参加した井上敏樹は、視聴率は悪くなくファンも付いていたと述べている。
支持者の年齢層は、前半は30代の男女が圧倒的に多く、次第に高校生前後の少年が増えていった。本作品は元々大人の視点を意識して作られているが、これは「父と子の2世代が一緒に視聴する」という意味である。しかし、実際にはオダギリをはじめとするイケメン俳優目当ての母親層や、雄介と一条の関係に着目する腐女子ファンまで流入した（オダギリ効果）。
インターネットが普及中だった時代に開設された公式ホームページに対する反響は大きく、最終回放映日のヒット数は27万に達した。
2002年に第33回星雲賞映画演劇・メディア部門を受賞した。特撮作品が同賞を受賞するのは『ウルトラマンティガ』に次いで2作目であり、仮面ライダーシリーズでは初の快挙となった。
編集者で映画プロデューサーの井上伸一郎は、「（放送前は）正直あまり期待していなかった」と前置きした上で、第1話で改造人間でない設定や、前評判での赤いクウガでなく弱体化した白いクウガで戦う斬新さに興味を感じたと語り、面倒くさい段取りを踏みたがる高寺成紀の魅力が発揮されているとして、「プロセスがまどろっこしいんだけど、ドラマが動き出す時の快楽が沢山あって、凄く面白い」と評価し、何より敵対勢力のグロンギを悪の組織ではなく、別の価値観や言語を持った恐怖の具現化として描いたことがエポックメーキングだったとして、仮面ライダーが今日でもシリーズ化している基礎になったと指摘している。

### 映画化の企画
平成仮面ライダーシリーズにおいて、劇場版が連年制作されるようになったのは『仮面ライダーアギト』以降のこととなるが、それ以前となる本作品でもテレビシリーズ放映当時から署名サイトが開設されるなど、映画化に向けた活発な署名・要望活動が行われていた。これに対し、番組終了後に発売された『超全集』最終巻にオダギリ・髙寺から映画化の約束のコメントが掲載されるなど、当初はスタッフ・キャストも映画化に前向きな姿勢を見せていた。
2001年、髙寺は大泉の東映撮影所に足を運び、坂上所長の元で『クウガ』の映画化に向けて準備をしていた。しかし成果は上がらないままで、企画が通らず出資者が集まらないらしいという噂が流れた。髙寺は、白倉伸一郎が主導する劇場版『アギト』の制作体制を懸念しており、「予算・スケジュール共に『クウガ』はしっかりした体制で作りたい」と高い要望を抱いていたが、結果を見れば慎重さよりもチャンスを逃さないことを選んだ白倉のほうが商業的成功を遂げた。資金集めは行き詰まり、2002年に髙寺が角川書店事業部長・井上伸一郎を訪ねたときも、出資依頼を切り出せずに帰ったという。そして2006年6月1日付で、髙寺により映画化に至らなかったことへの謝罪メッセージが公式サイトに掲載された。
劇場版『クウガ』こそ実現しなかったが、「仮面ライダークウガ」というキャラクター自体は2009年公開の『劇場版 仮面ライダーディケイド オールライダー対大ショッカー』において、初めて映画作品へ登場している。

## 他媒体展開

### 映像ソフト化
- 2000年12月8日から2001年11月21日にかけてビデオ（VHS、セル・レンタル共通）とDVDが東映ビデオより発売された[169]。全12巻で各巻4話（Vol. 8のみ5話）収録。
  - レンタルは2000年10月13日より開始され、セル用とレンタル用でジャケットのデザインが異なっている[169]。
  - DVDはレンタル開始時が後年の作品より早かったため、特典は各巻ごとではなくインタビューはセル版のみで[169]、その他の怪人紹介や予告編などは新春スペシャルや最終巻などに収録された。
- 2008年7月21日発売の「石ノ森章太郎 生誕70周年 DVD-BOX」や『仮面ライダーディケイド』のDVD第1巻初回盤に第1話を特典映像として収録。
- 2016年1月6日から5月11日にかけてBlu-ray BOXが全3巻で発売。テレビシリーズの超古代語対訳版の他、BOX1には第1.2話のDC版、BOX2には『仮面ライダークウガ超ひみつビデオ「仮面ライダークウガVS剛力怪人ゴ・ジイノ・ダ」』、BOX3には新春スペシャルが収録される。

### 他テレビシリーズ
『仮面ライダーアギト』
未確認生命体という用語が登場。詳しくは仮面ライダーアギト#前作『仮面ライダークウガ』との関係の節を参照。
『仮面ライダーディケイド』
小野寺ユウスケが変身する仮面ライダークウガと、オオカミ種怪人ン・ガミオ・ゼダに率いられたグロンギが登場。
『仮面ライダーフォーゼ』
仮面ライダークウガとグロンギが登場。
『仮面ライダーウィザード』
第52・53話に仮面ライダークウガが登場。「アマダム」という用語も登場。
『仮面ライダージオウ』
仮面ライダークウガが2068年の世界に歴代平成仮面ライダーの銅像のひとつとして登場。
EP41に仮面ライダークウガが登場。LAST（最終回）にン・ダグバ・ゼバが登場。

### テレビスペシャル
『仮面ライダーG』
『SmaSTATION!!Presents SMAPがんばりますっ!!』内で放送された作品。仮面ライダークウガが登場。

### 映画
いずれの作品にも仮面ライダークウガが登場。前述の事情から、本作品単独での映画作品は存在しない。
『劇場版 仮面ライダーディケイド オールライダー対大ショッカー』（2009年8月8日公開）
『仮面ライダーディケイド』の単独作品。
『仮面ライダー×仮面ライダー W&ディケイド MOVIE大戦2010』（2009年12月12日公開）
『仮面ライダーW』と『仮面ライダーディケイド』のクロスオーバー作品。
『オーズ・電王・オールライダー レッツゴー仮面ライダー』（2011年4月1日公開）
『仮面ライダーオーズ/OOO』と『仮面ライダー電王』のクロスオーバー作品。仮面ライダークウガに加えてグロンギも登場。
スーパーヒーロー大戦シリーズ
いずれも仮面ライダーシリーズとスーパー戦隊シリーズのクロスオーバー作品。
『仮面ライダー×スーパー戦隊 スーパーヒーロー大戦』（2012年4月21日公開）
『仮面ライダー×スーパー戦隊×宇宙刑事 スーパーヒーロー大戦Z』（2013年4月27日公開）
先の2シリーズとメタルヒーローシリーズのクロスオーバー作品。仮面ライダークウガに加えてグロンギも登場。
『平成ライダー対昭和ライダー 仮面ライダー大戦 feat.スーパー戦隊』（2014年3月29日公開）
『スーパーヒーロー大戦GP 仮面ライダー3号』（2015年3月21日公開）
『仮面ライダー×仮面ライダー 鎧武&ウィザード 天下分け目の戦国MOVIE大合戦』（2013年12月14日公開）
『仮面ライダー鎧武/ガイム』と『仮面ライダーウィザード』のクロスオーバー作品。武神クウガが登場。
『劇場版 仮面ライダービルド Be The One』（2018年8月4日公開）
『仮面ライダービルド』の単独作品。
『平成仮面ライダー20作記念 仮面ライダー平成ジェネレーションズ FOREVER』（2018年12月22日公開）
『仮面ライダージオウ』と『仮面ライダービルド』をメインとしたクロスオーバー作品。仮面ライダークウガに加えて九郎ヶ岳の遺跡が登場。
『劇場版 仮面ライダージオウ Over Quartzer』（2019年7月26日公開）
『仮面ライダージオウ』の単独作品。
『仮面ライダー 令和 ザ・ファースト・ジェネレーション』（2019年12月21日公開）
『仮面ライダージオウ』と『仮面ライダーゼロワン』をメインとしたクロスオーバー作品。
『仮面ライダーガッチャード ザ・フューチャー・デイブレイク』
『仮面ライダーガッチャード』の単独作品。

### ゲーム
『仮面ライダークウガ』
バンダイより2000年12月21日にPlayStation用の格闘アクションゲームとして発売された。開発はKAZe。
システム的には同じくPlayStation用格闘ゲームである『仮面ライダー』『仮面ライダーV3』に準じているが、操作方法は簡略化されている。
クウガは基本4フォーム（敵に致命打を与えた際のみにライジングに変化できるがフォームチェンジ機能はない）とグローイングとアルティメットの各フォームが、それぞれ別キャラクター扱いで登場。アルティメットフォームには戦闘中のかけ声が一切なく、能力もマイティフォームと差がない。グロンギはギノガ・ギャリド・ガドラを除く、テレビシリーズに登場したズ・メ怪人全員が登場しているが、それ以外の集団の怪人は一切登場しない。
前述の2作同様、ゲーム内でライダーカードを集めることができ、全81種類が収録されている。全て集めるとさらに9枚のカードとアルティメットフォームが使用可能になる。

### ネット配信
- 2015年7月1日から2016年1月15日まで、YouTubeの「東映特撮 YouTube Official」にて全49話が配信された。第1話は漫画版「仮面ライダークウガ 第1巻」の発売を記念しての先行配信も兼ねており、第2話は7月24日から翌週の7月31日まで、第3話以降は毎週金曜日に2話ずつの配信となった。また、それとは別に「コンプリートセレクションモディフィケーション 変身ベルト アークル」の予約開始を記念してクウガの各フォームが登場するエピソードをピックアップしたものが期間限定配信されたほか、『仮面ライダージオウ』放送開始を記念して第1話と第2話が配信されている。
- 2020年9月12日より、「東映特撮 YouTube Official」にて2度目の配信を実施。この配信時にはテレビシリーズ全話の他、前述の「新春スペシャル」（2021年1月2日 - 9日、第33話と同時配信）や特別篇（2021年3月6日 - 13日）も初めて配信された。
- 東映特撮ニコニコおふぃしゃる…2020年11月29日 - 2021年10月31日

### 漫画
- 『てれびくん』 2000年3月号 - 2001年2月号連載（たなかてつお）
- 『てれコロコミック』 2001年夏休み増刊号掲載（上山道郎）
  - 放送終了後の作品。サブタイトルはエクストラエピソード「信頼」。時期はEPISODE22とEPISODE23の間[171][75]。
  - テレビシリーズには未登場であった未確認生命体第34号「メ・ガベリ・グ」との戦いが描かれた。
  - ガベリのおおまかなデザインや設定、ゲゲルの内容を含むストーリーの原案は東映から公式に提供された[172][173]。
- 『月刊ヒーローズ』 2014年12月号 - 連載中（横島一、脚本：井上敏樹、企画：白倉伸一郎）

### 舞台
『MASKED RIDER LIVE&SHOW 〜十年祭〜』
仮面ライダークウガが登場。

### 小説
『小説 仮面ライダークウガ』
- 講談社（講談社キャラクター文庫）刊、2013年6月29日発売。著：荒川稔久。ISBN 978-4-06-314851-0

講談社キャラクター文庫の平成ライダーシリーズの一つ。当初は2012年11月30日の発売を予定していた。一条を主役に据えたテレビシリーズの正当な続編で、テレビシリーズの13年後の現代を舞台とし、一条が刑事となった実加とともに、新たに登場した未確認生命体の謎を追う。
荒川は、同作品の執筆後『非公認戦隊アキバレンジャー シーズン痛』に参加する予定であったが、同作品の執筆が長引いたため『アキバレンジャー』の脚本と並行作業となり、同作品の脱稿は『アキバレンジャー』最終話の執筆とほぼ同時であったという。
同作品について荒川は、放送当時の空気感を踏襲して現代の物語を描こうとしたため、当時は髙寺らと4人で行っていた作業を1人でやらなければならなかったため、当時の4倍苦労したと述べている。
『小説 仮面ライダーディケイド 門矢士の世界 〜レンズの中の箱庭〜』
『仮面ライダーディケイド』の小説作品。雄介（クウガ）をはじめとする本作品のキャラクターが登場。
『S.I.C. HERO SAGA』
ジオラマ小説。いずれも古代の時代によるクウガとグロンギの戦いの記録となっている。前述は月刊ホビージャパンで連載、後述は『S.I.C. HERO SAGA vol.2』の書下ろしとなっている。
「MASKED RIDER KUUGA EDITION -オデッセイ-」
「MASKED RIDER KUUGA EDITION -DARK SIDE-」
「MASKED RIDER DECADE EDITION -ストロンガーの世界-」 - 小野寺ユウスケ/クウガ（『ディケイド』でのクウガ）が登場。
「MASKED RIDER DECADE EDITION -オーズの世界-」 - 同様に小野寺ユウスケ/クウガ（『ディケイド』でのクウガ）が登場。また、五代雄介も名称のみ登場。

## 関連作品
- 爆竜戦隊アバレンジャー：本作品でメインライターを務めた荒川稔久も参加した特撮テレビドラマ。荒川を始めとするスタッフが、公式の範疇ではないものの同作品を「クウガ2」と位置づけて制作していたことが『仮面ライダー555』公式サイトで紹介された[176]。
- マガジンGREAT：講談社の漫画誌。プロデューサーの髙寺を主人公に据え、本作品の制作エピソードを漫画化した『日本特撮映画師列伝・10 SFXのサムライ5・仮面ライダークウガ』（作：西川伸司）が2001年3月号、5月号に前後編で掲載された。単行本化はされておらず、西川によれば発禁になっているという[177]。
- 極楽とんぼのとび蹴りヴィーナス：同項目の「ライダーメン」を参照。

## その他
- 『決定!これが日本のベスト100』 - 本作品と同じくテレビ朝日系列にて放送されていたバラエティ番組。同番組の2002年9月8日放送分「特撮&アニメ ヒーロー&ヒロインベスト100」でクウガが第1位にランクインし[178]、番組内にはオダギリの新規インタビュー映像や、スタジオでクウガが複数のグロンギと戦う一幕も盛り込まれた。